# Україна на літніх Олімпійських іграх 2020
Україна взяла участь у літніх Олімпійських іграх 2020 року у Токіо, що відбувалися з 21 липня по 8 серпня 2021 року.
Поіменний склад Олімпійської збірної України для участі в Іграх було затверджено 7 липня 2021 року Виконавчим комітетом Національного олімпійського комітету України.
Це сьомі за ліком літні Олімпійські ігри, в яких бере участь українська збірна як самостійна команда. Першими такими змаганнями були Олімпійські ігри 1996 року в Атланті.

## Медалісти
| Медалі за днями | Медалі за днями | Медалі за днями | Медалі за днями | Медалі за днями | Медалі за днями | Медалі за днями |
| --------------- | --------------- | --------------- | --------------- | --------------- | --------------- | --------------- |
| День            | Дата            |                 |                 |                 | Всього          |                 |
| День 0          | 21 — 23-е       | —               | —               | —               | —               |                 |
| День 1          | 24-е            | 0               | 0               | 1               | 1               |                 |
| День 2          | 25-е            | 0               | 0               | 1               | 1               |                 |
| День 3          | 26-е            | 0               | 0               | 0               | 0               |                 |
| День 4          | 27-е            | 0               | 0               | 1               | 1               |                 |
| День 5          | 28-е            | 0               | 0               | 0               | 0               |                 |
| День 6          | 29-е            | 0               | 0               | 1               | 1               |                 |
| День 7          | 30-е            | 0               | 0               | 0               | 0               |                 |
| День 8          | 31-е            | 0               | 0               | 1               | 1               |                 |
| День 9          | 1-е             | 0               | 1               | 0               | 1               |                 |
| День 10         | 2-е             | 0               | 0               | 0               | 0               |                 |
| День 11         | 3-е             | 0               | 0               | 1               | 1               |                 |
| День 12         | 4-е             | 1               | 1               | 2               | 4               |                 |
| День 13         | 5-е             | 0               | 1               | 1               | 2               |                 |
| День 14         | 6-е             | 0               | 0               | 1               | 1               |                 |
| День 15         | 7-е             | 0               | 2               | 2               | 4               |                 |
| День 16         | 8-е             | 0               | 1               | 0               | 1               |                 |

| Медаль | Спортсмен | Вид спорту                      | Дисципліна                               | Дата     |
| ------ | --- | ------------------------------- | ---------------------------------------- | -------- |
| Золото | Жан Беленюк | Греко-римська боротьба          | до 87 кг                                 | 4 серпня |
| Срібло | Михайло Романчук | Плавання                        | 1500 метрів вільним стилем               | 1 серпня |
| Срібло | Парвіз Насібов | Греко-римська боротьба          | до 67 кг                                 | 4 серпня |
| Срібло | Анжеліка Терлюга | Карате                          | до 55 кг                                 | 5 серпня |
| Срібло | Людмила Лузан Анастасія Четверікова                                                                                                  | Веслування на байдарках і каное | каное-двійки, 500 метрів                 | 7 серпня |
| Срібло | Олександр Хижняк | Бокс                            | до 75 кг                                 | 7 серпня |
| Срібло | Олена Старікова | Велоспорт                       | спринт                                   | 8 серпня |
| Бронза | Дар'я Білодід | Дзюдо                           | до 48 кг                                 | 24 липня |
| Бронза | Ігор Рейзлін | Фехтування                      | індивідуальна шпага                      | 25 липня |
| Бронза | Олег Омельчук Олена Костевич | Стрільба                        | пневматичний пістолет, 10 метрів (мікст) | 27 липня |
| Бронза | Михайло Романчук | Плавання                        | 800 метрів вільним стилем                | 29 липня |
| Бронза | Еліна Світоліна | Теніс                           | одиночний розряд                         | 31 липня |
| Бронза | Алла Черкасова | Вільна боротьба                 | до 68 кг                                 | 3 серпня |
| Бронза | Анастасія Савчук Марта Фєдіна | Синхронне плавання              | дуети                                    | 4 серпня |
| Бронза | Ірина Коляденко | Вільна боротьба                 | до 62 кг                                 | 4 серпня |
| Бронза | Людмила Лузан | Веслування на байдарках і каное | каное-одиночки, 200 метрів               | 5 серпня |
| Бронза | Станіслав Горуна | Карате                          | до 75 кг                                 | 6 серпня |
| Бронза | Анастасія Савчук Марта Фєдіна Єлизавета Яхно Владислава Алексіїва Марина Алексіїва Ксенія Сидоренко Катерина Резнік Аліна Шинкаренко | Синхронне плавання              | групи                                    | 7 серпня |
| Бронза | Ярослава Магучіх | Легка атлетика                  | стрибки у висоту                         | 7 серпня |

## Склад учасників
У змаганнях взяли участь 157 українських олімпійців у 25 видах спорту, що представляють 20 міжнародних спортивних федерацій: легкій (зокрема у стрибках, метаннях, спортивній ходьбі, естафетному, спринтерському, марафонському та бар'єрному бігу, а також бігу з перешкодами) та важкій атлетиці, плаванні (зокрема у басейні та вільній воді), а також артистичному плаванні та стрибках у воду, академічному веслуванні, веслуванні на байдарках і каное (зокрема у веслувальному слаломі), гімнастиці (спортивній, художні та стрибках на батуті), велоспорті (шосе, трек, маунтенбайк), кінному спорті, стрільбі (кульовій та стендовій) та стрільбі з лука, фехтуванні, сучасному п'ятиборстві та триатлоні, боксі, боротьбі (греко-римській, вільній та жіночій) дзюдо, карате, а також у бадмінтоні, великому та настільному тенісі.
| Вид спорту                      | Чоловіки | Жінки | Загалом |
| ------------------------------- | -------- | ----- | ------- |
| Легка атлетика                  | 18       | 26    | 44      |
| Важка атлетика                  | 0        | 2     | 2       |
| Спортивна гімнастика            | 4        | 1     | 5       |
| Художня гімнастика              | 0        | 7     | 7       |
| Стрибки на батуті               | 1        | 0     | 1       |
| Академічне веслування           | 2        | 0     | 2       |
| Веслування на байдарках і каное | 3        | 8     | 11      |
| Плавання                        | 6        | 2     | 8       |
| Стрибки у воду                  | 3        | 3     | 6       |
| Сихронне плавання               | 0        | 8     | 8       |
| Велосипедний спорт              | 1        | 4     | 5       |
| Кінний спорт                    | 1        | 1     | 2       |
| Кульова стрільба                | 4        | 1     | 5       |
| Стендова стрільба               | 0        | 1     | 1       |
| Стрільба з лука                 | 1        | 3     | 4       |
| Фехтування                      | 4        | 2     | 6       |
| Сучасне п'ятиборство            | 1        | 0     | 1       |
| Тріатлон                        | 0        | 1     | 1       |
| Бокс                            | 4        | 1     | 5       |
| Вільна та жіноча боротьба       | 2        | 5     | 7       |
| Греко-римська боротьба          | 3        | 0     | 3       |
| Дзюдо                           | 4        | 3     | 7       |
| Карате                          | 1        | 2     | 3       |
| Бадмінтон                       | 1        | 1     | 2       |
| Великий теніс                   | 0        | 4     | 4       |
| Настільний теніс                | 1        | 2     | 3       |
| Загалом                         | 66       | 88    | 154     |

### Проблемні моменти формування складу
Незрозумілим лишалося невключення до заявки низки спортсменів та втрата здобутих ліцензій у різних видах олімпійської програми. Зокрема, в останній момент було виключено зі складу боксера Андрія Барабанова, що 29 червня здобув ліцензію у ваговій категорії до 69 кг. Його було усунуто за порушення антидопінгових правил.
Також не виявилося у складі важкоатлетів у ваговій категорії до 109 кг, де було здобуто право на виступ, проте Дмитро Чумак також був відсторонений від змагань: через заяви російської сторони про ухилення від допінг-проб на тріумфальному для нього чемпіонату у Москві, де він робив антиросійські заяви, що збурило російські ЗМІ та політикум, тому це було сприйнято за банальну помсту, адже за словами спортсмена допінгу знайдено не було, крім того жоден раз за багаторічну історію виступів країну чемпіона не було помічено в порушенні антидопінгових правил. Чому не включено до складу Романа Зайцева чи Володимира Гозу, яким хотіли замінити Зайцева через травматизм чи гірші результати, досі невідомо.
До жіночого складу не включено Анастасію Лисенко, що мала право на виступ, через перенесену коронавірусну хворобу та обмежену квоту у дві спортсменки для України. З тієї ж причин не виступить у Токіо чемпіонка світу з жіночої боротьби Юлія Ткач. Так само не їде на Олімпіаду неодноразова чемпіонка світу та Європи Аліна Махиня, бо за рішенням федерації має їхати Аліна Белінська, попри те, що на Чемпіонаті України, вона посіла нижче місце за Махиню. Крім того, до Токіо поїхав депутат від провладної партії бронзовий призер останнього Чемпіонату Європи з греко-римської боротьби, що не довів своєї спроможності в особистому поєдинку з тріумфатором попереднього чемпіонату Семеном Новіковим. Також було здобуто дві ліцензії у жіночому бігу на 800 метрів, проте в Наталії Кроль (Прищепи) дискваліфікація витікає лише у вересні 2021 року і про жодні намагання скоротити її, інформації не було, а Ольга Ляхова приховала факт вагітності і через це за три місяці після народження дитини, попри наявну ліцензію та бажання виступити на іграх, вона відсутня у складі без зрозумілих жодних пояснень з боку федерації чи НОКу та за відсутності інших спортсменок у цій дисципліні. Також незрозуміло, чому до складу увійшли лише дві спортсменки у жіночому марафоні (максимальна квота — 3), при тому що більша кількість спортсменок виконали норматив, зокрема відсутньою у складі виявилася відома спортсменка Ольга Скрипак, а Вікторія Калюжна заявлена у бігу на 10000 м, проте згодом Калюжну було включно до складу збірної саме в марафоні. Також не стартувала у бігу на 400 метрів Ганна Рижикова, що виконала норматив. Крім того, не зміг відібратися на ігри відомий стрибун Богдан Бондаренко, що не встиг набрати форму після травми. Збірна України з конкуру, що завоювала командну ліцензію, була позбавлена її з незрозумілих причин. Аналогічна ситуація в окремих видах веслування на байдарках та каное. Крім того, досить спірним є невключення до складу збірної веслувальниці Діани Танько, що була сильнішою за своїх конкуренток по команді. Через внесення суперечливих змін до правил світового олімпійського відбору не надано ліцензії Діані Димченко, що її здобула на ліцензійному турнірі, більше того, на той момент і до сьогодні в України не було жодної ліцензії у жінок в цьому виді. Брасист Микита Коптєлов завоював олімпійську ліцензію на дистанції 200 метрів, проте його немає у складі збірної, а відсутність не пояснюється. Інші плавці — Максим Голубничий, Максим Ткачук та Андрій Говоров виконали олімпійські нормативи Б у своїх дисциплінах, проте їх відсутність у складі не коментується, особливо це стосується перших двох, які не мали у своїх дисциплінах, інших спортсменів з нормативом А. У дзюдо поєдинок між титулованішим, проте неуспішним на Олімпіадах Георгієм Зантараєю та іншим здобувачем ліцензії Богдан Ядовим, напередодні оголошення складу так само не проводився, все вирішив рейтинг спортсменів.
Через нефаховість керівництва Федерації з велоспорту було втрачено завойовану олімпійську ліцензію здобуту Ганною Соловей та Анною Нагірною у медісоні на велотреку, ліцензію було перерозподілено команді Гонконгу. Завдяки перенесенню олімпіади Ганна Соловей перекваліфікувалася в шосейну велогонщицю, щоб здобути ліцензії принаймні в іншому виді змагань, для того, щоб відповідати критеріям добору на шосе вона виступила у низці престижних велогонок, проте Федерація, в якої з чемпіонкою Європейських ігор тривалий конфлікт, вирішила робити відбір на чемпіонаті України, де в Соловей сталися проблеми з велосипедом, через що вона посіла лише 5-е місце, перемогла Ольга Шекель, водночас до заявки на ігри потрапила в супереч будь-якій змагальній логіці Валерія Кононенко, що немає ані міжнародних успіхів Соловей, ані перемоги на чемпіонаті України. У велогонках на шосе у чоловіків ситуація аналогічно парадоксальна: відсутній у заявці сенсаційний дебютант сезону 2020-го року і переможець етапів найпрестижніших велобагатоденок Марк Падун чи інший відомий гонщик Юрій Метлушенко, натомість у складі менш титулований Анатолій Будяк, при тому, що навіть на чемпіонаті України, де відбувся «відбір», він поступився іншому спортсмену Андрію Пономарю, що не менш потужно дебютував на міжнародному рівні в сезоні 2021 року. Зміни у керівництві федерації та відсторонення одіозного голови Башенка, на прозорості принципів відбору та формуванні складу, жодним чином не позначилися.
У кульовій стрільбі з незрозумілих причин квоту, здобуту олімпійським чемпіоном 2008 року Олександром Петрівим, перерозподілено на користь срібного призера олімпійських ігор 2016 року Сергія Куліша. Крім того, у стендовій стрільбі сумнівним слід вважати рішення тристоронньої комісії, що не надала ліцензії рекордсмену світу та олімпійському чемпіону 2000 року Миколі Мільчеву, що посів 4-е місце на Олімпіаді 2016 року та виграв один з 4-х етапів Кубка світу 2021-го року, перемігши у фіналі чемпіона світу 2013-го року та лідера олімпійського світового рейтингу данця Єспера Гансена, натомість квоту було виділено азербайджанцю Еміру Джафарову та саудиту Аль-Мутаїрі, що не мають жодних суттєвих досягнень та переваг над Мільчевим, зокрема поступаються йому за рейтингом. Не до кінця зрозумілою була ситуація з діючим олімпійським чемпіоном у спортивній гімнастиці на брусах Олегом Верняєвим, відстороненим від змаганнях за словами журналіста Роберта Моралеса через провакаційний донос з українського боку з натяком на вживання допінгу, офіційні особи ситуацію в деталях тривалий час не коментували, вже після оголошення складу з'явилося повідомлення на фейсбук-сторінці самого спортсмена, що його дискваліфіковано на чотири роки через вживання забороненого відновлювального препарату мельдонію, тож до Токіо він поїхати не зможе, проте своєї провини не визнає і планує оскаржувати рішення, що ухвалив Комітет з етики в гімнастиці (GEF) у судовому порядку. Крім того, за попередньою інформацією у складі збірної України з художньої гімнастики в індивідуальній першості була включена Вікторія Онопрієнко, а не найтитулованіша спортсменка Влада Нікольченко, що і завоювала ліцензію на ігри. Водночас, під час олімпійського телемарафону, Ганна Різатдінова, заявила, що до ігор готуються усі 3 спортсменки і остаточний склад буде визначено пізніше.
Уже після оголошення складу стало відомо, що на іграх не виступить тенісистка Марта Костюк через проблеми із плечем. У парних змаганнях її замінила Даяна Ястремська.
Напередодні ігор травмувалася українська борчиня Аліна Грушина, її замінила Тетяна Кіт. Крім того, українському майстру спортивної ходьби Ігорю Главану, що вже відбув термін дворічної дискваліфікації за порушення антидопінгового законодавства, неочікувано подовжили дискваліфікацію, у команді його замінив Валерій Літанюк.

### Кадровий потенціал та можливі зміни у складі
Попри те, що олімпійський склад української команди переважно сформований і період здобуття ліцензій напередодні ігор вже завершився, залишався варіант отримання місця на Олімпійських іграх у Токіо через відмову тих чи інших спортсменів чи їх федерацій від здобутих ліцензій з різних причин — недофінансування, небезпеки в умовах пандемії, особисті причини, травми, дискваліфікації. Тож склад теоретично міг бути розширений чи зменшений.
Розширення могло відбутися шляхом перерозподілення ліцензій спортсменам, наступним за рейтингом чи тим спортсменам, що посіли наступні місця на ліцензійних турнірах, чи нижчі у разі відмови перших запасних.
Достатньо багато українських спортсменів на старті ігор були першими запасними у різних видах спорту — це одразу 6 збірних — жіночі збірні команди з фехтування на шаблях та шпагах, а також з настільного тенісу та велоспорту на треку у дисципліні медісон, чоловіча збірна зі стрільби з лука та збірна з подалання перешкод (конкур). Окрім того, аналогічний статус мали Євгенія Казбекова у багатоборстві скелелазання, Тетяна Тетерев'ятникова у тхеквондо (75 кг), борець вільного стилю Валерій Андрійцев, а також борці греко-римського стилю Микола Кучмій та Артур Політаєв, академічна веслувальниця в одиночці Діана Танько та байдарочник-одиночник Олег Кухарик, шабліст Андрій Ягодка, стрілець з пістолета Олександр Петрів, стрибунка у воду Ксенія Байло.
За певних обставин, отримати олімпійські ліцензії напередодні старту Олімпійських ігор зберігали спортивна гімнастка Анастасія Бачинська та стрибунка на батуті Марина Кийко, майстриня кульової стрільби Ганна Ільїна та майстер стендової стрільби Микола Мільчев, чемпіон Європи у швидкісному підйомі Данило Болдирєв у скелелазному багатоборстві стрибунка у воду Ксенія Байло, сучасна п'ятиборка Ірина Хохлова, плавці Микита Коптєлов, Максим Голубничий, Максим Ткачук та Андрій Говоров, стрибун у довжину Сергій Никифоров та метальниця спису Ганна Гацько-Федусова, тенісисти Ілля Марченко або Сергій Стаховський у міксті з Еліною Світоліною та Ангеліна Калініна в одиночному розряді, бадмінтоністка Наталія Войцех та рапірист Клод Юнес, каратист Валерій Чоботар.
Також залишалися шанси, що буде змінено рішення щодо участі однієї зі спортсменок в бігу на дистанції 800 метрів — Ольги Ляхової (у разі рішення федерації) чи Наталії Кроль (у разі скорочення терміна дискваліфікації). Однак жоден із згаданих вищеспортсменів не зміг потрапити на ігри через відмову їх конкурентів виступити.

## Атлетичні види спорту

### Легка атлетика
В олімпійських легкоатлетичних змаганнях Україна буде представлена у 23 дисциплінах (з 48) командою в складі 44 спортсменів: 17 чоловіків (+1 запасний) та 26 жінок. Українські легкоатлети будуть представлені у 10 дисциплінах (з 24), а вітчизняні легкоатлетки виступатимуть у 14 видах (з 23) жіночої програми змагань. Крім того, українська команда виступатиме у змішаній естафеті 4×400 метрів. Разом з легкоатлетами до складу офіційної делегації легкоатлетичної збірної увійшла 31 офіційна особа на чолі з Президентом ФЛАУ Равілем Сафіулліним.
Після затвердження складу команди у ній відбулась низка змін:
- 20 липня було повідомлено про заміну Валерієм Літанюком Ігоря Главана, дискваліфікованого напередодні Олімпіади за порушення антидопінгових правил[49].
- 29 липня зі складу команди були виключені одразу троє спортсменів: Михайло Гаврилюк (метання молота), Назар Коваленко (ходьба на 20 км) та Наталія Пироженко-Чорномаз (жіноча естафета 4×400 м). Причиною цьому стало недотримання спортсменами вимог про здачу принаймні трьох позазмагальних допінг-проб в останні тижні перед закриттям кваліфікаційного вікна (до 29 червня 2021)[50].

#### Бігові дисципліни

##### Чоловіки

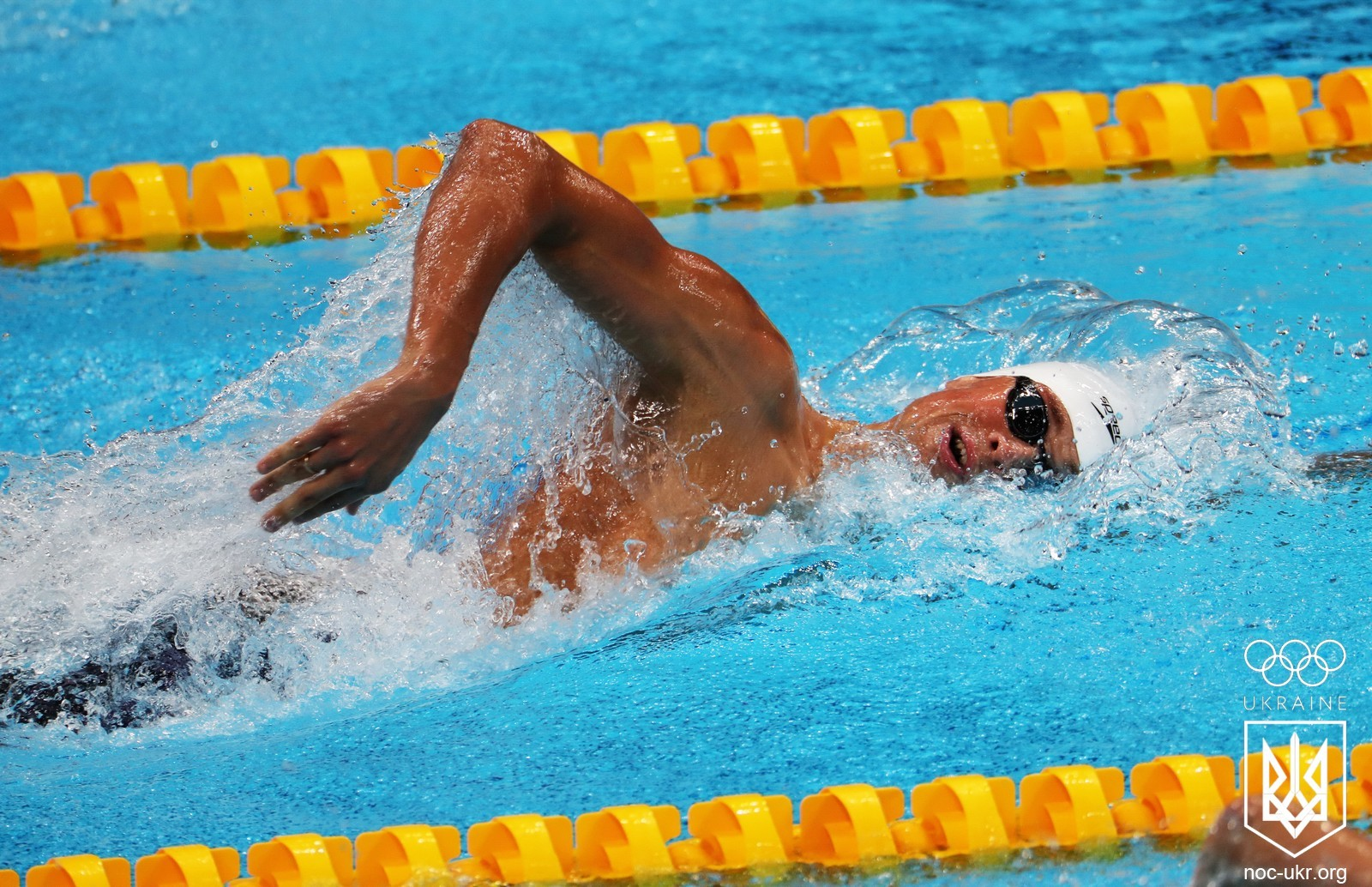
Михайло Романчук у фіналі запливу на 800 метрів вільним стилем (29 липня)

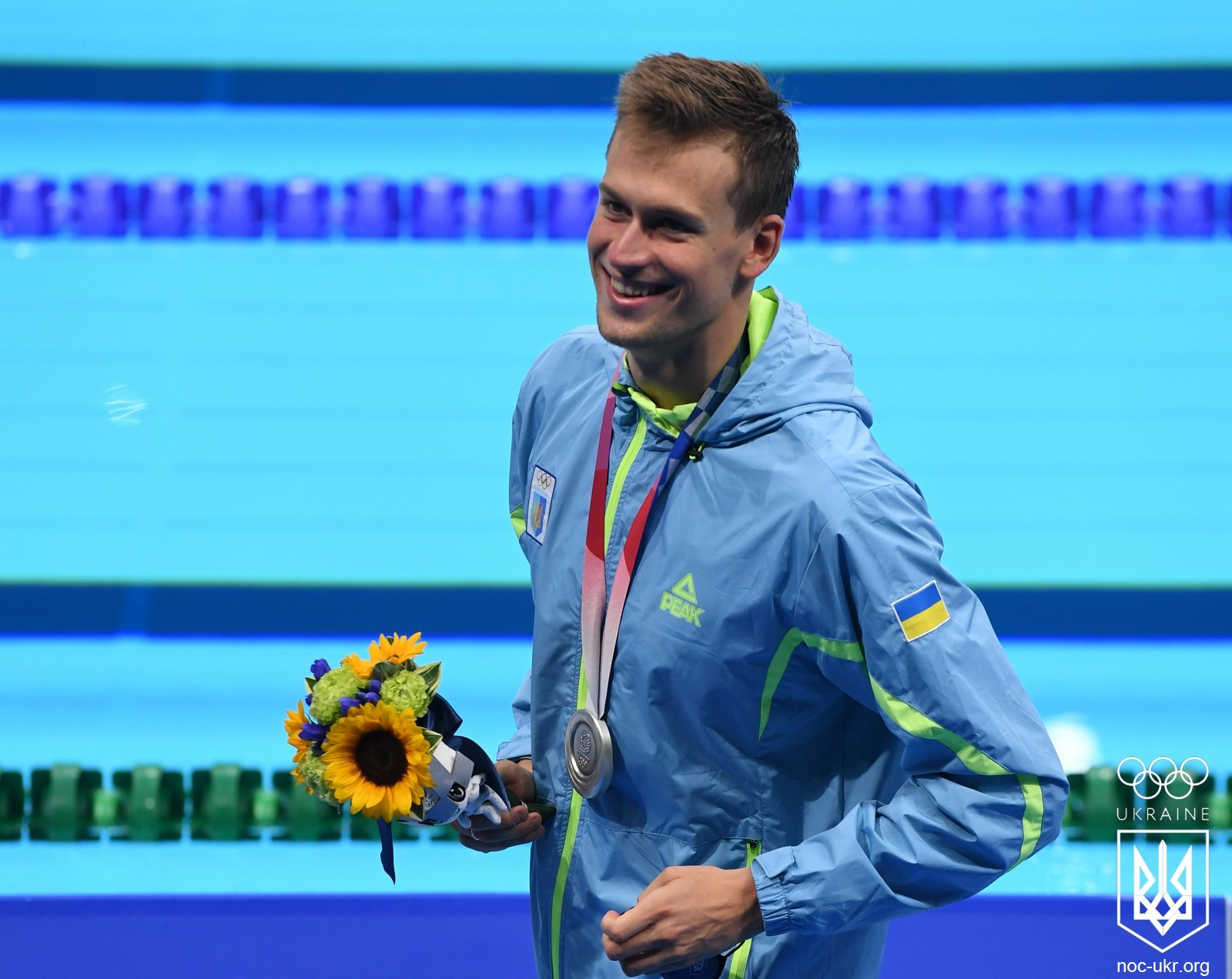
Михайло Романчук після церемонії нагородження призерів на дистанції 1500 метрів вільним стилем (1 серпня)

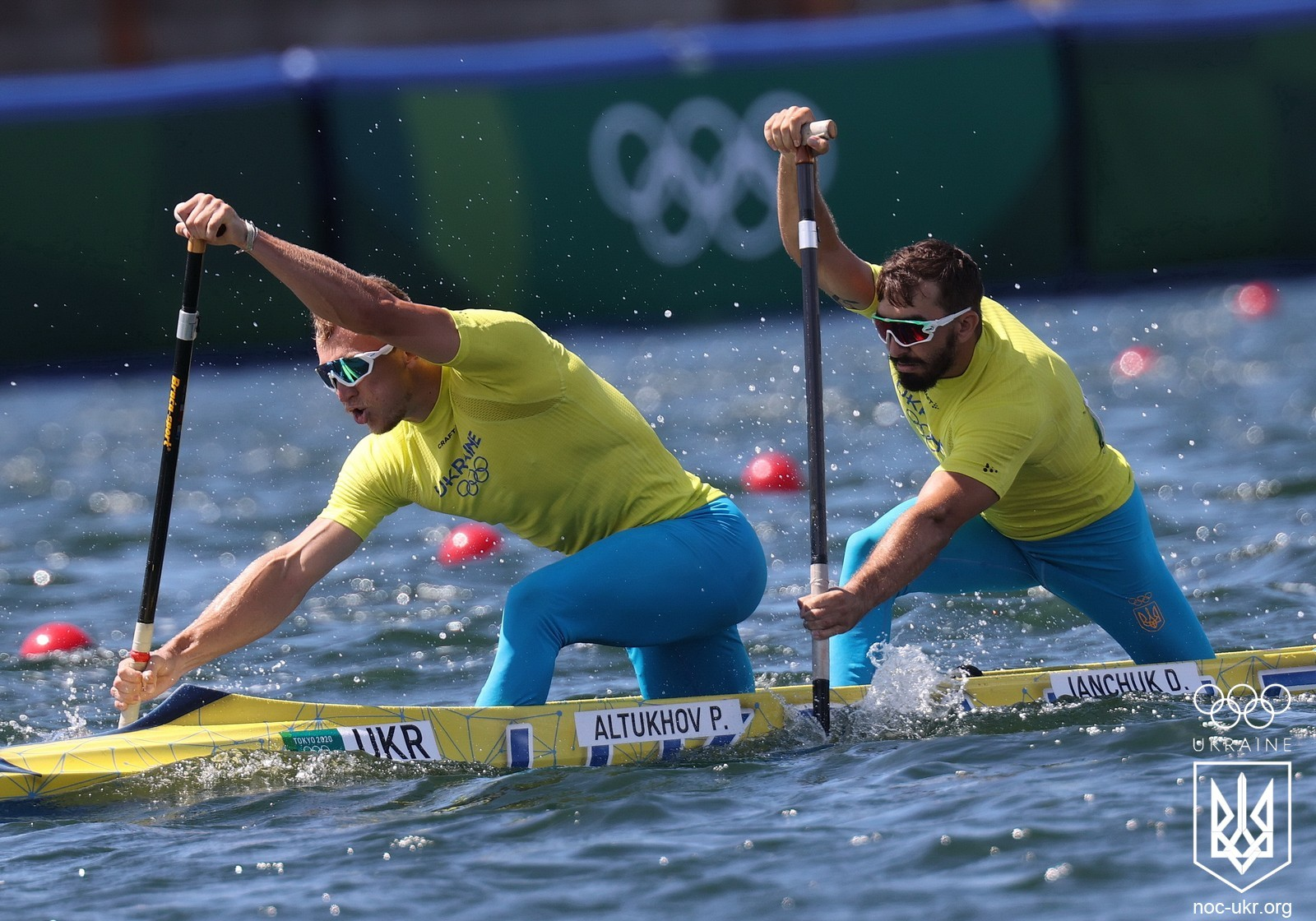
Павло Алтухов (попереду) та Дмитро Янчук (позаду) під час заїзду каное-двійок на дистанції 1000 метрів (3 серпня)

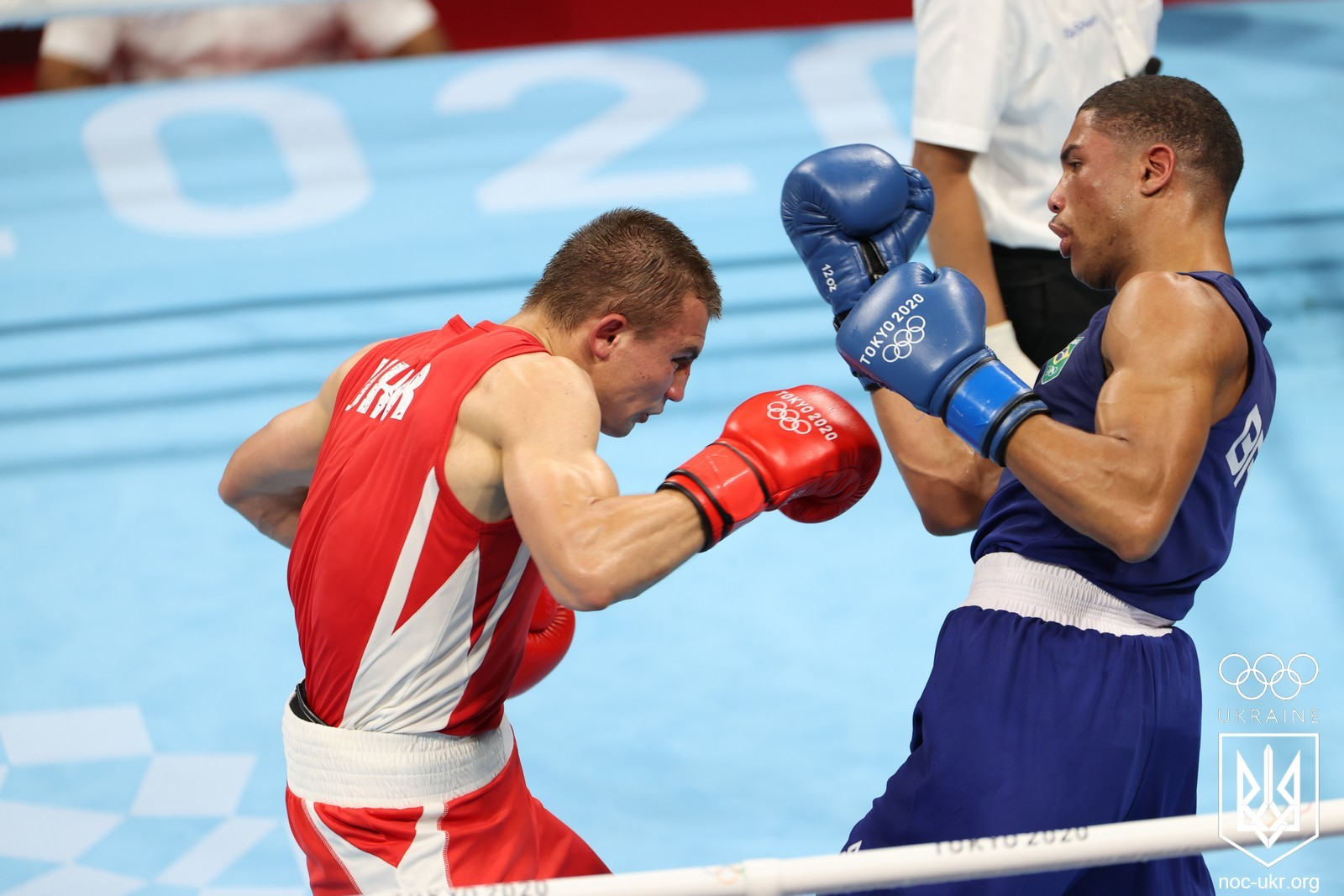
Олександр Хижняк проти Еберта Консейсау у фіналі вагової категорії до 75 кг (7 серпня)

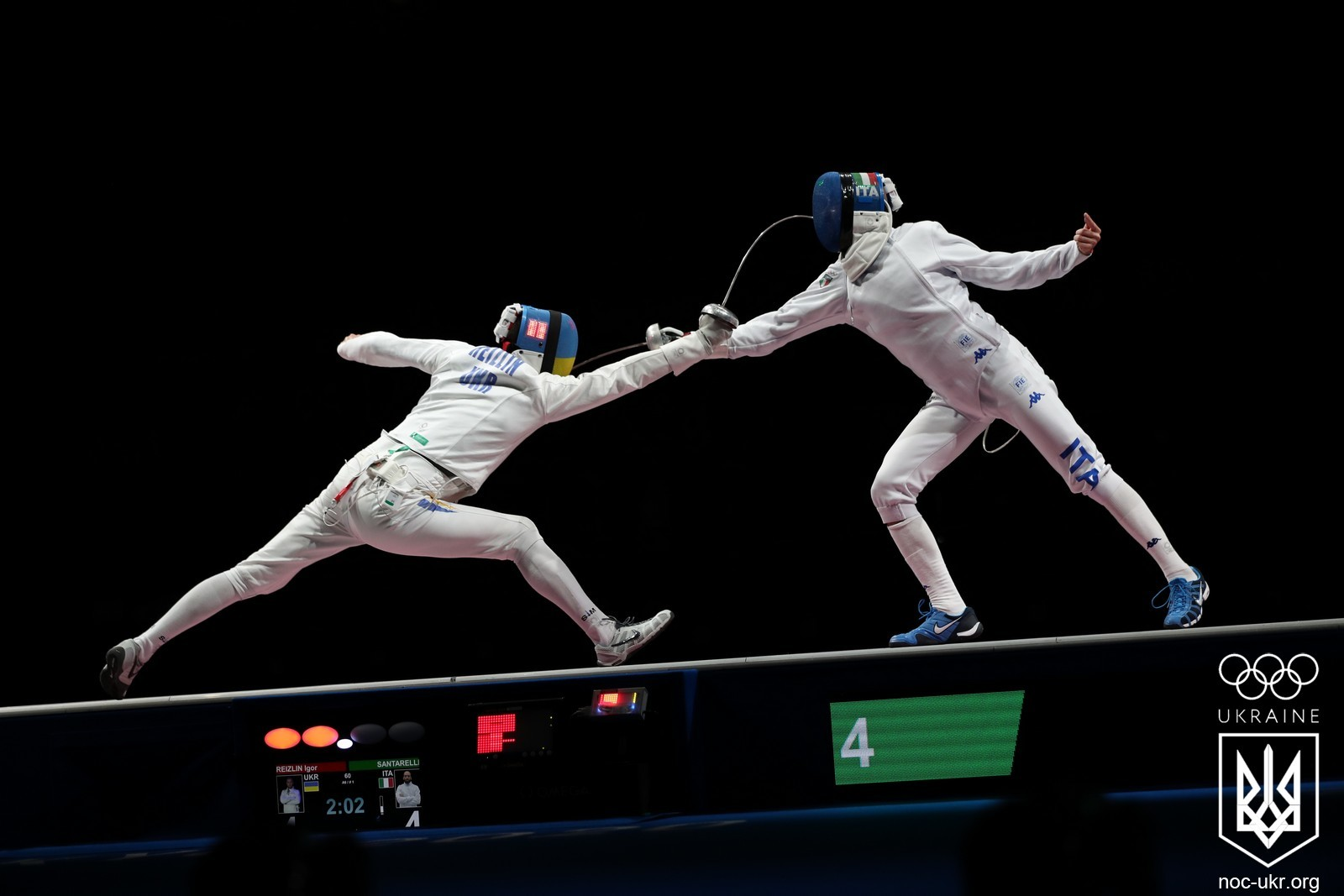
Ігор Рейзлін (ліворуч) проти Андреа Сантареллі (праворуч) у поєдинку за бронзову медаль (25 липня)

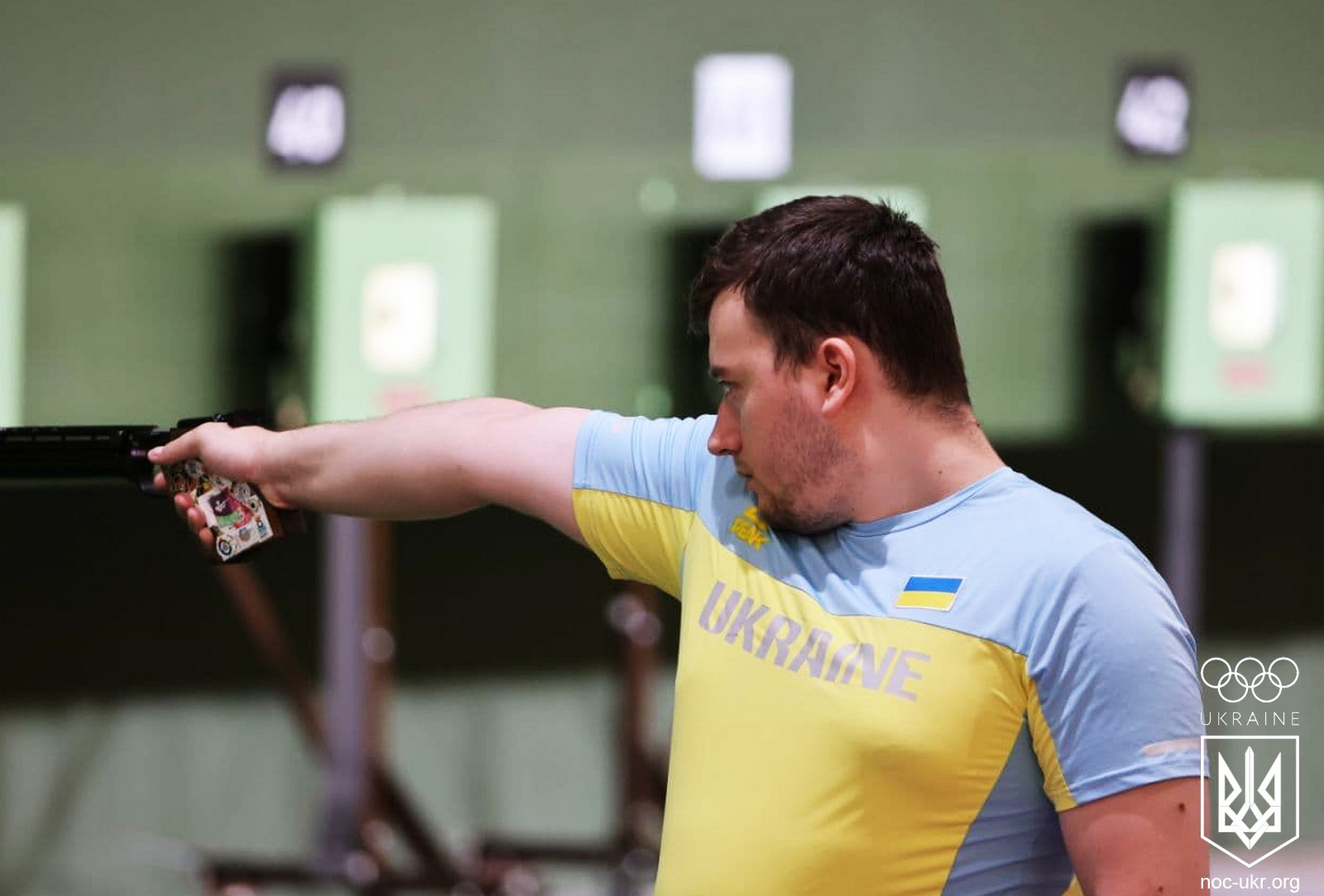
Павло Коростильов у кваліфікації стрільби з пневматичного пістолета, 10 метрів (24 липня)

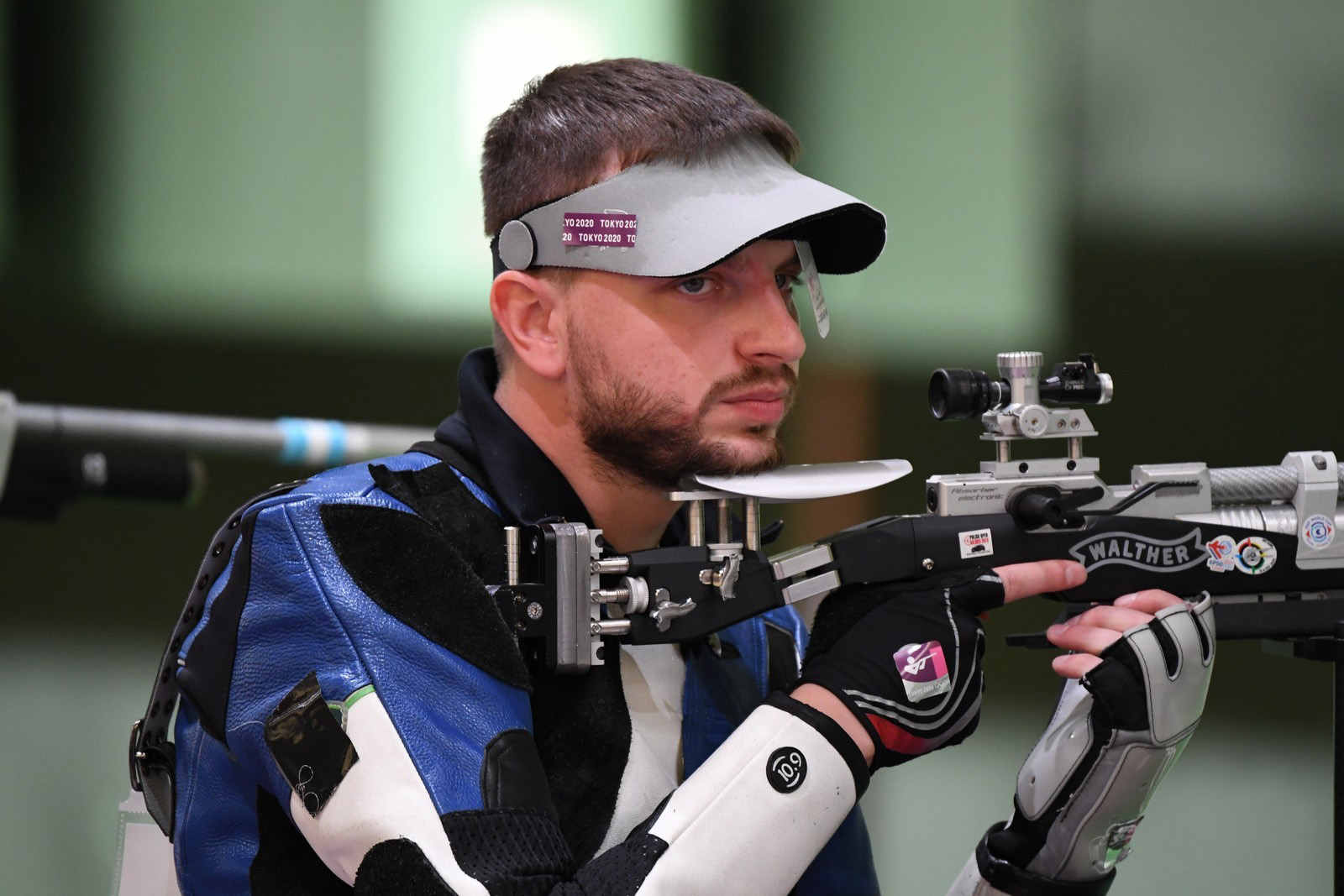
Сергій Куліш у кваліфікації стрільби з пневматичної гвинтівки, 10 метрів (25 липня)

| Сергій Смелик Донецька область PB: 20,30 (2014)           | Біг на 200 м | 20,62   | 20,53 SB | 17  | Завершив виступ |
| Олександр Сітковський Донецька область PB: 2:09.11 (2015) | Марафон      | 2:20.40 |          | DNF | DNF             |
| Богдан-Іван Городиський Київ PB: 2:10.52 (2019)           | Марафон      | —       |          | DNF | DNF             |
| Микола Нижник Київ PB: 2:11.12 (2019)                     | Марафон      | —       |          | DNF | DNF             |

##### Жінки

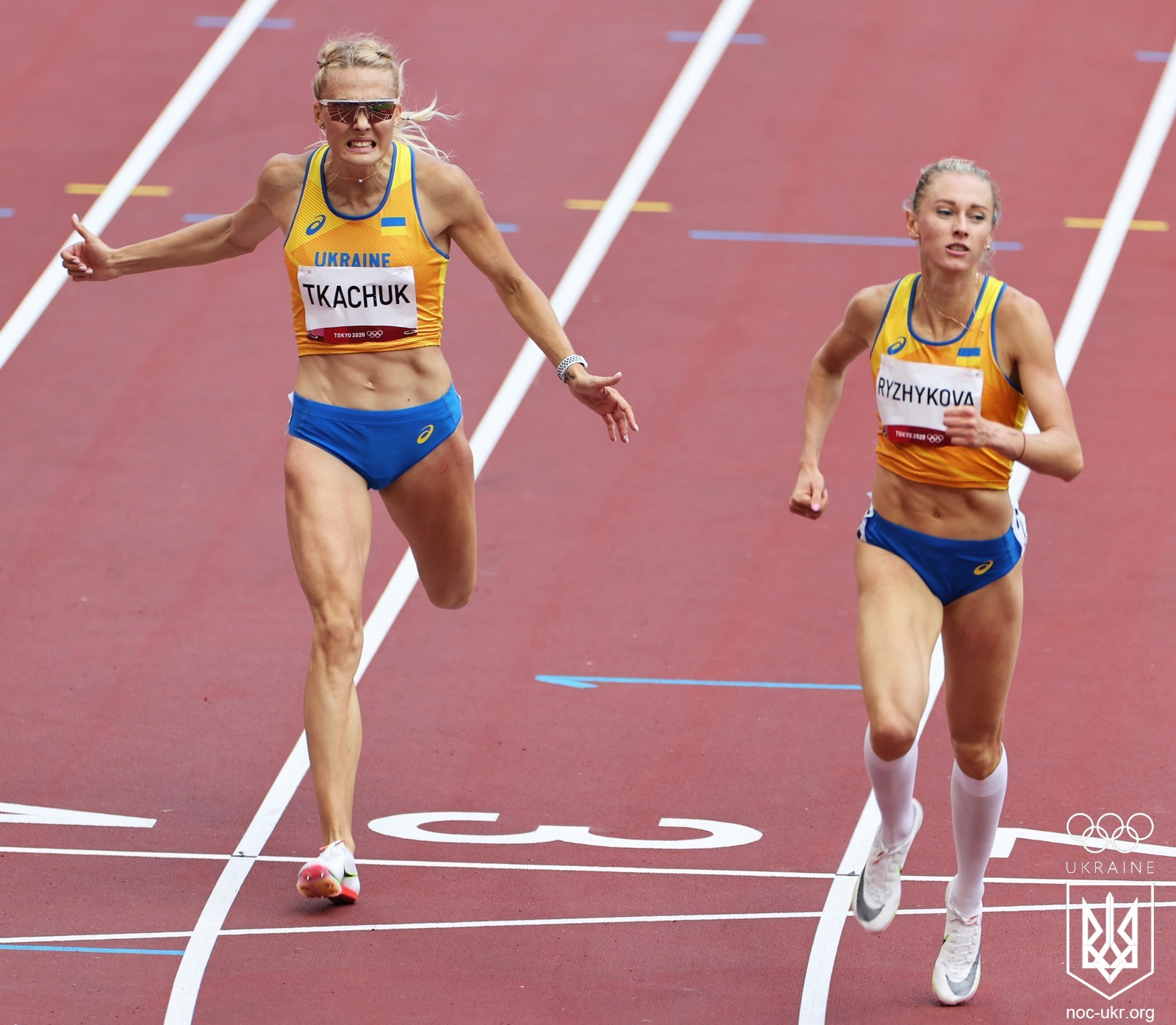
Вікторія Ткачук та Анна Рижикова у фіналі забігу на 400 метрів з бар'єрами (4 серпня)

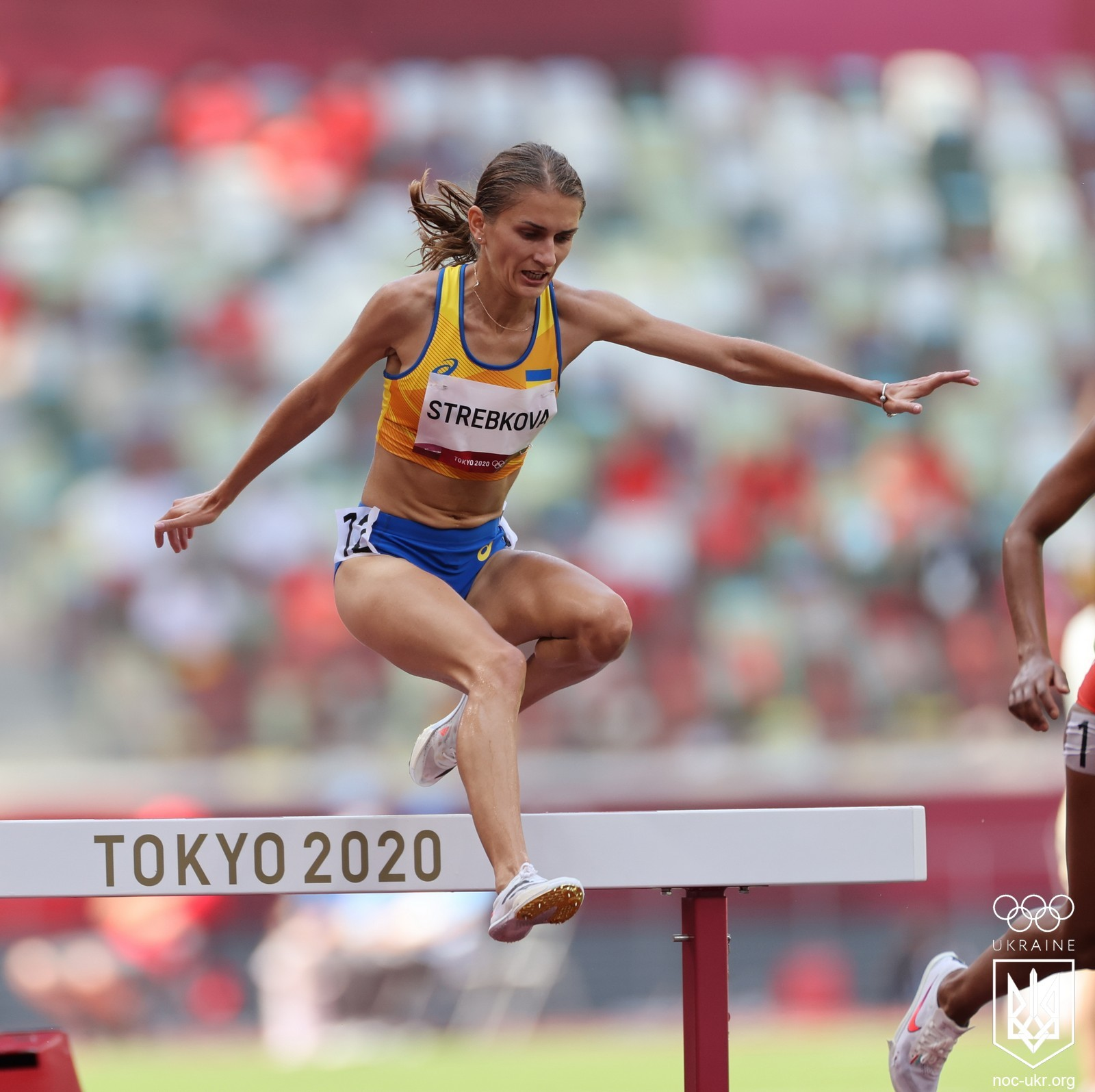
Наталія Стребкова у забігу на 3000 метрів з перешкодами (1 серпня)

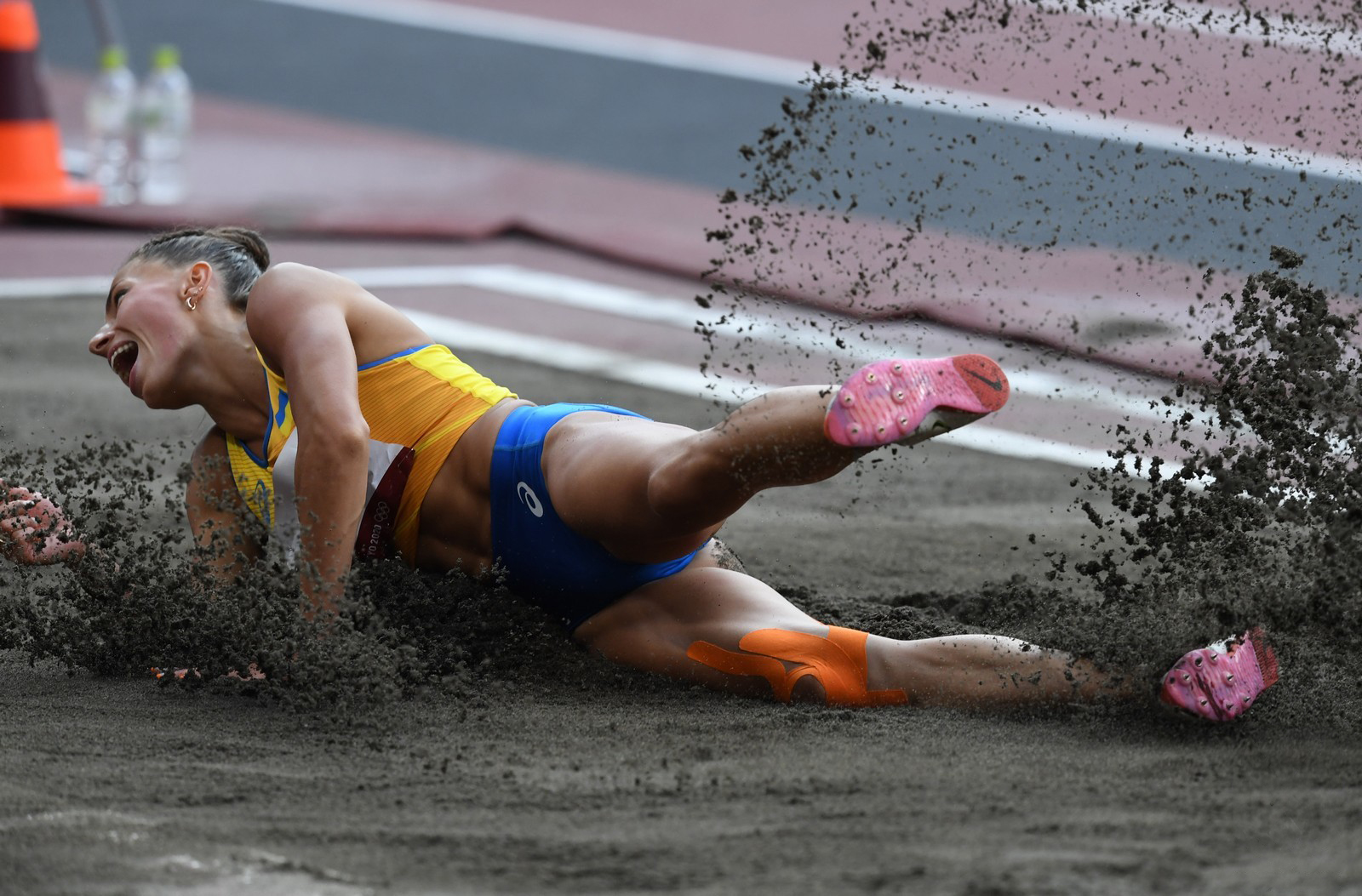
Марина Бех-Романчук у фіналі стрибків у довжину (3 серпня)

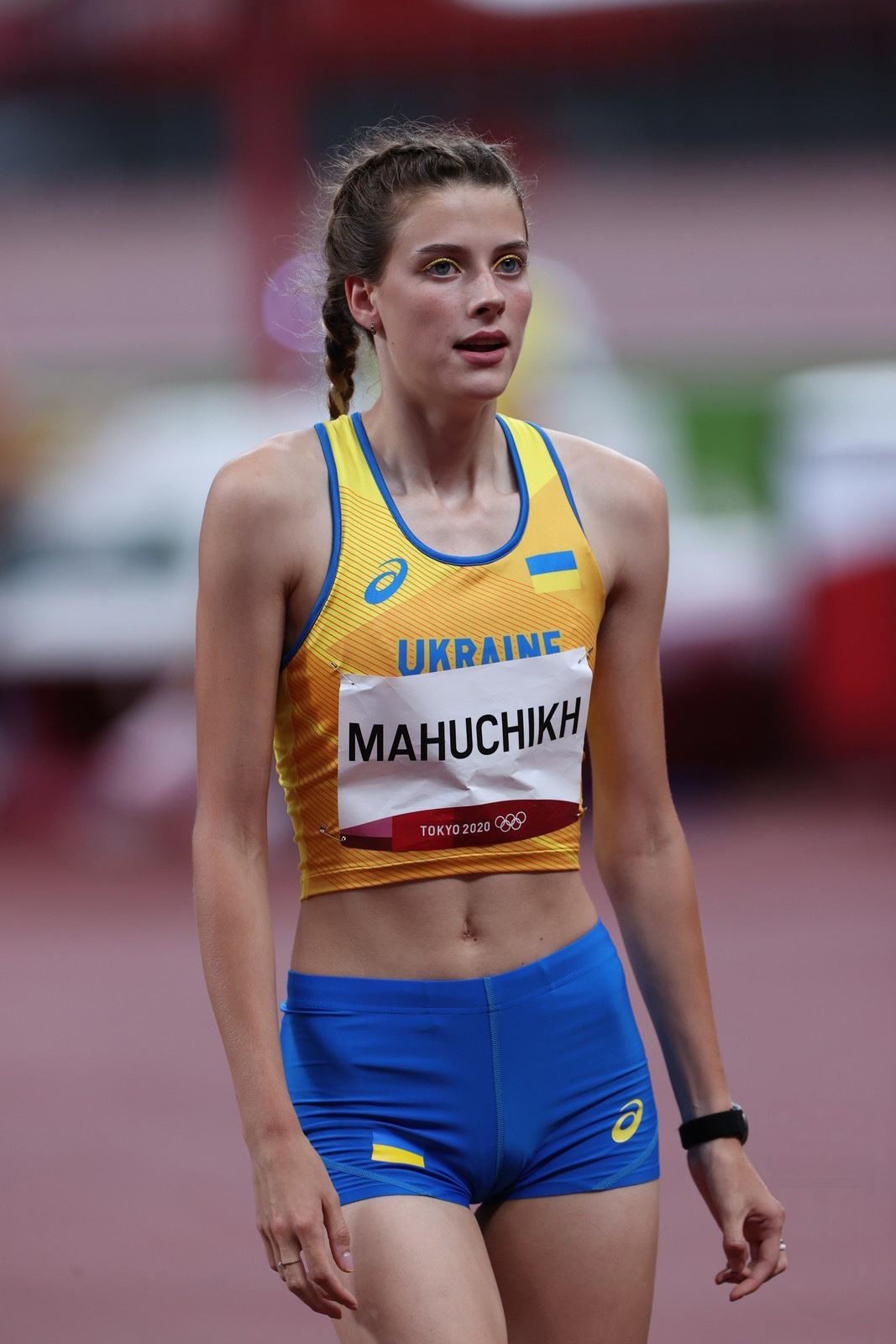
Ярослава Магучіх у фіналі стрибків у висоту (7 серпня)

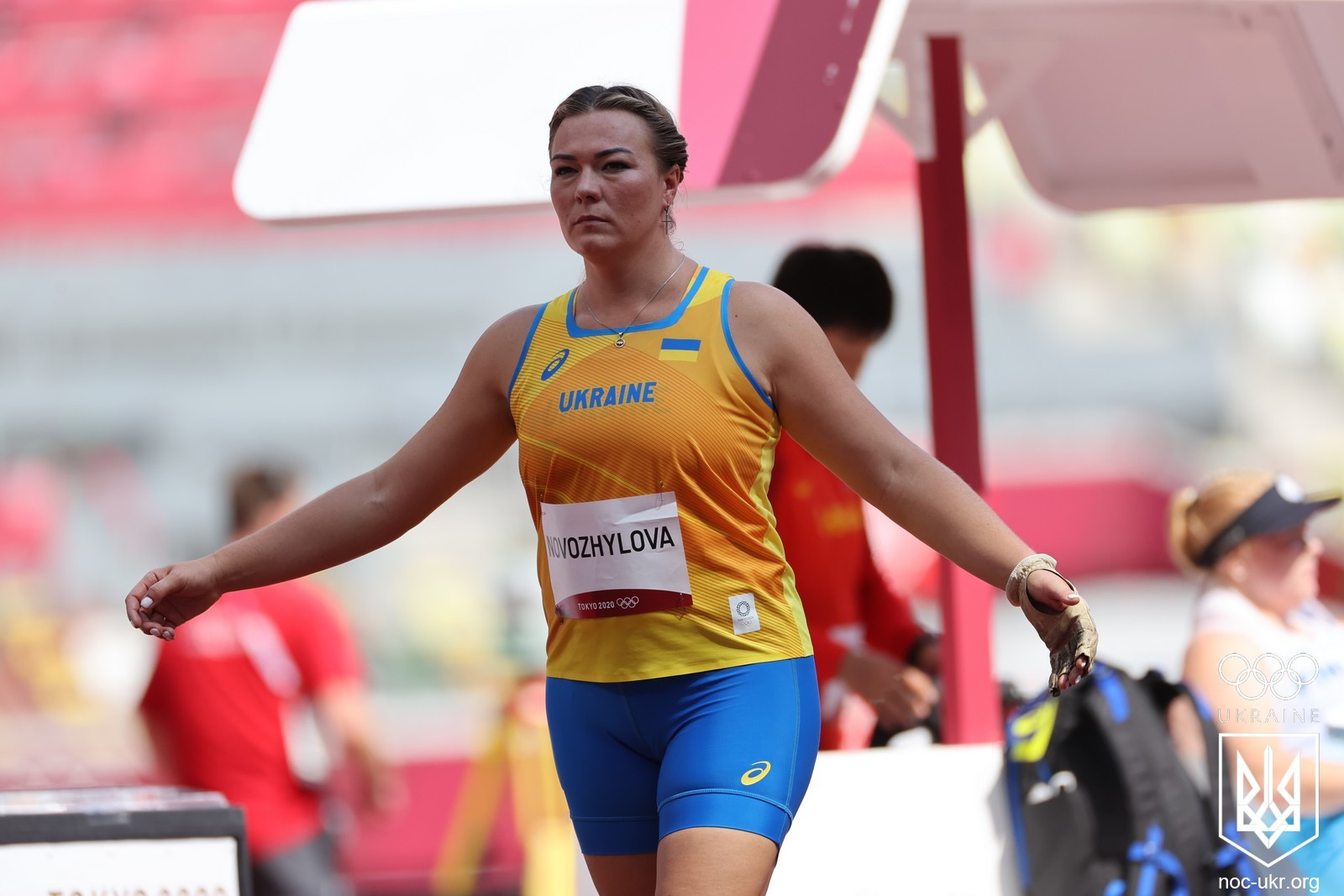
Ірина Новожилова у кваліфікації метання молота (1 серпня)

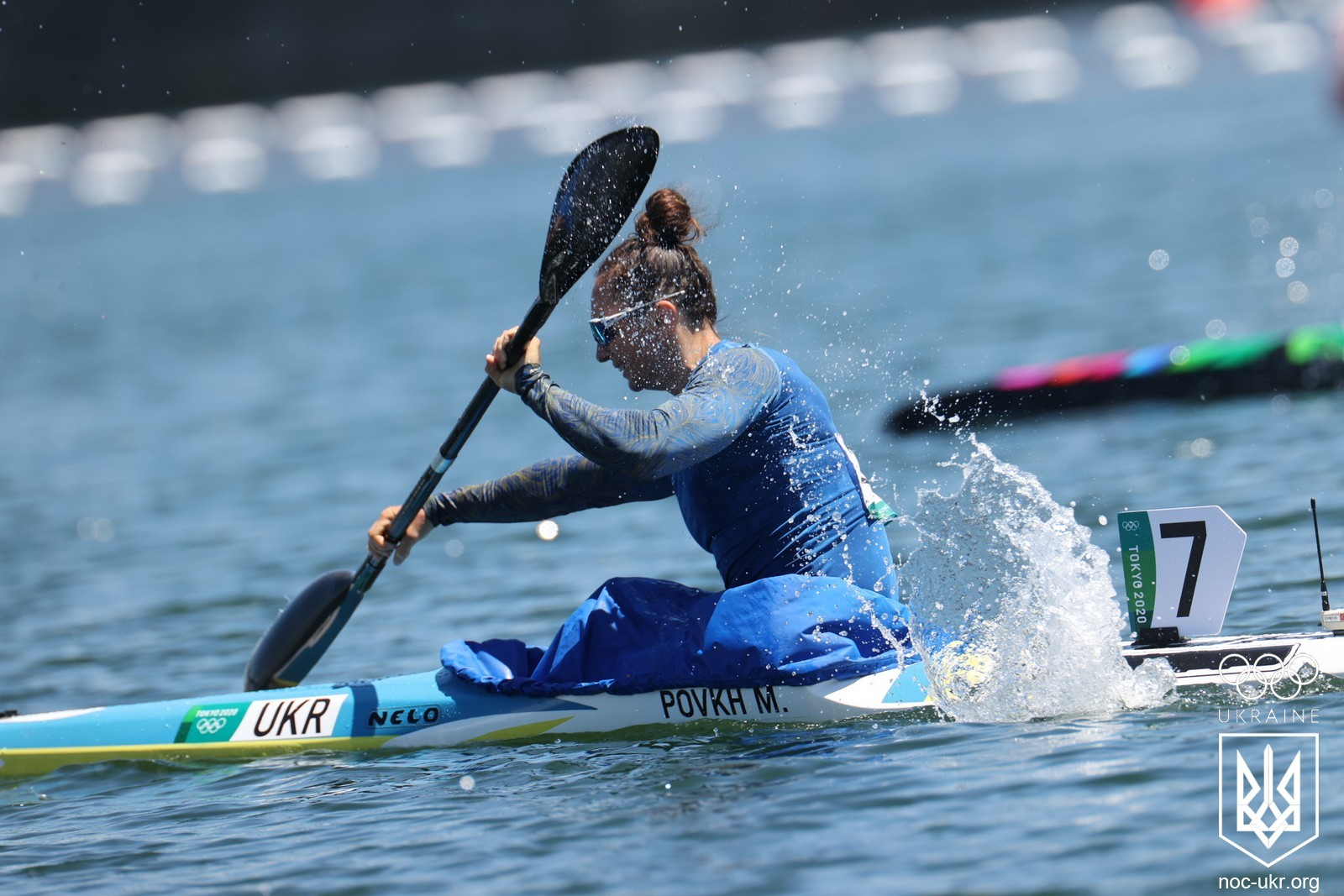
Марія Повх у Фіналі B байдарок-одиночок на дистанції 500 метрів (5 серпня)

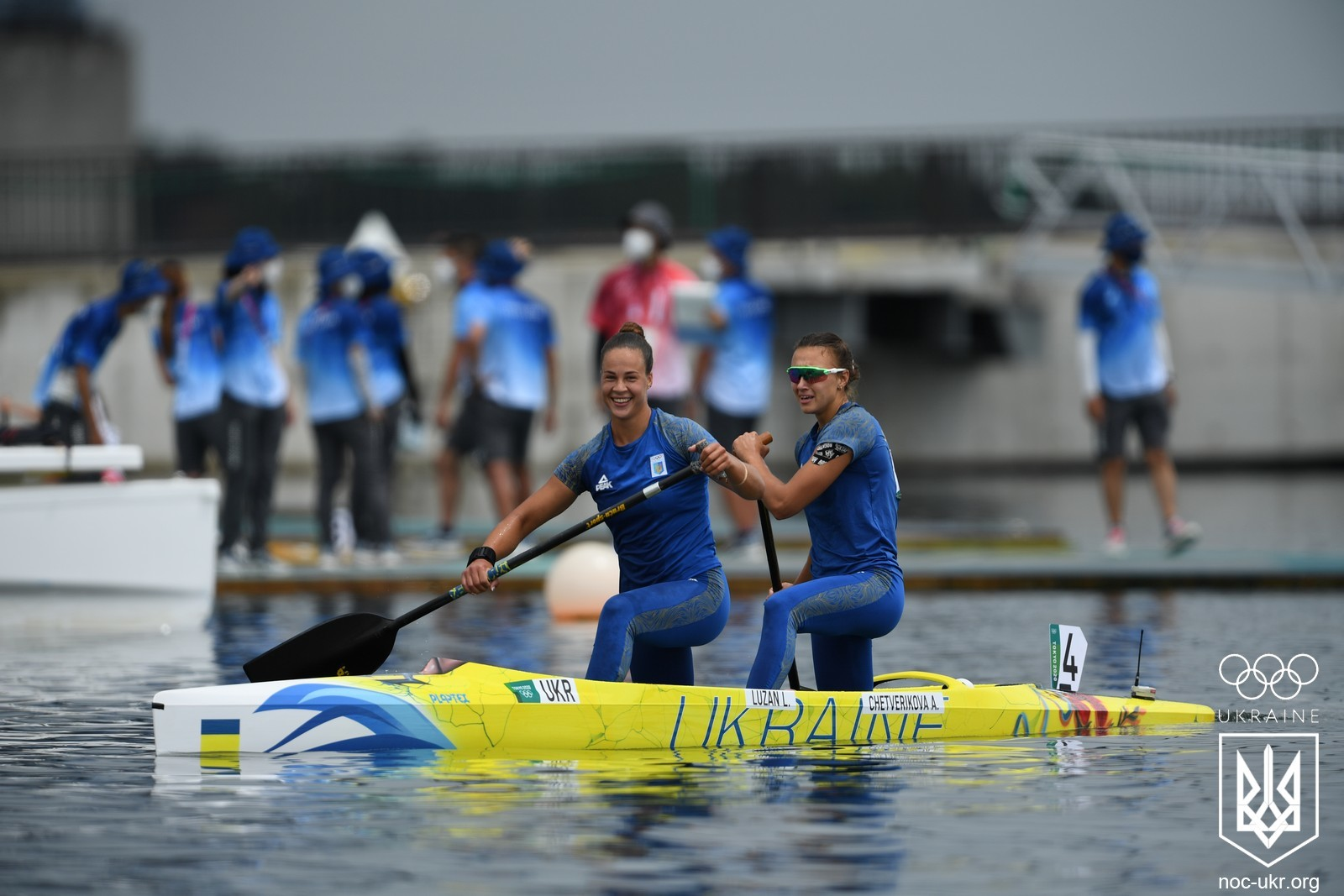
Людмила Лузан та Анастасія Четверікова після фінального заїзу каное-двійок на дистанції 500 метрів (7 серпня)

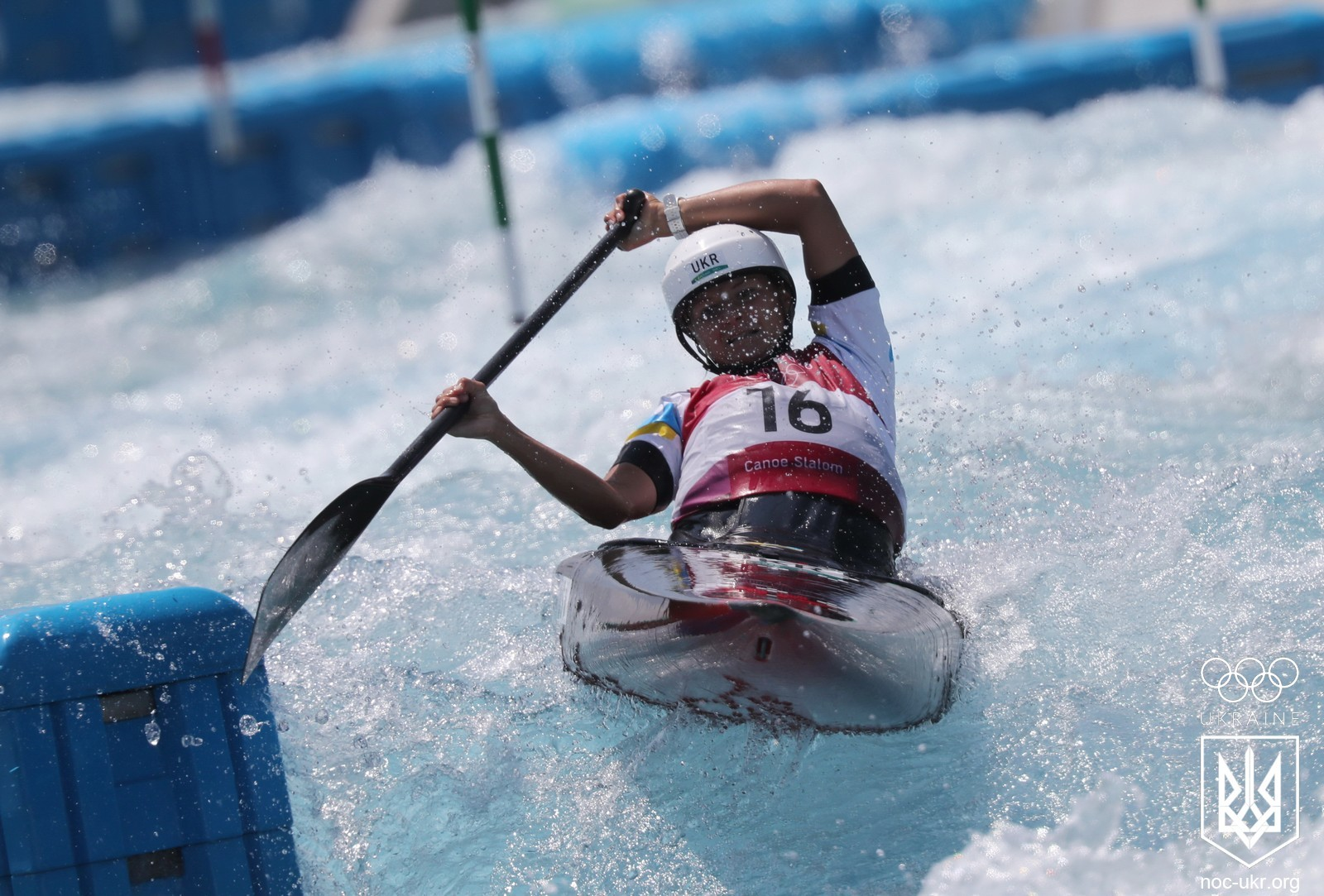
Вікторія Ус під час змагань каное-одиночок (28 липня)

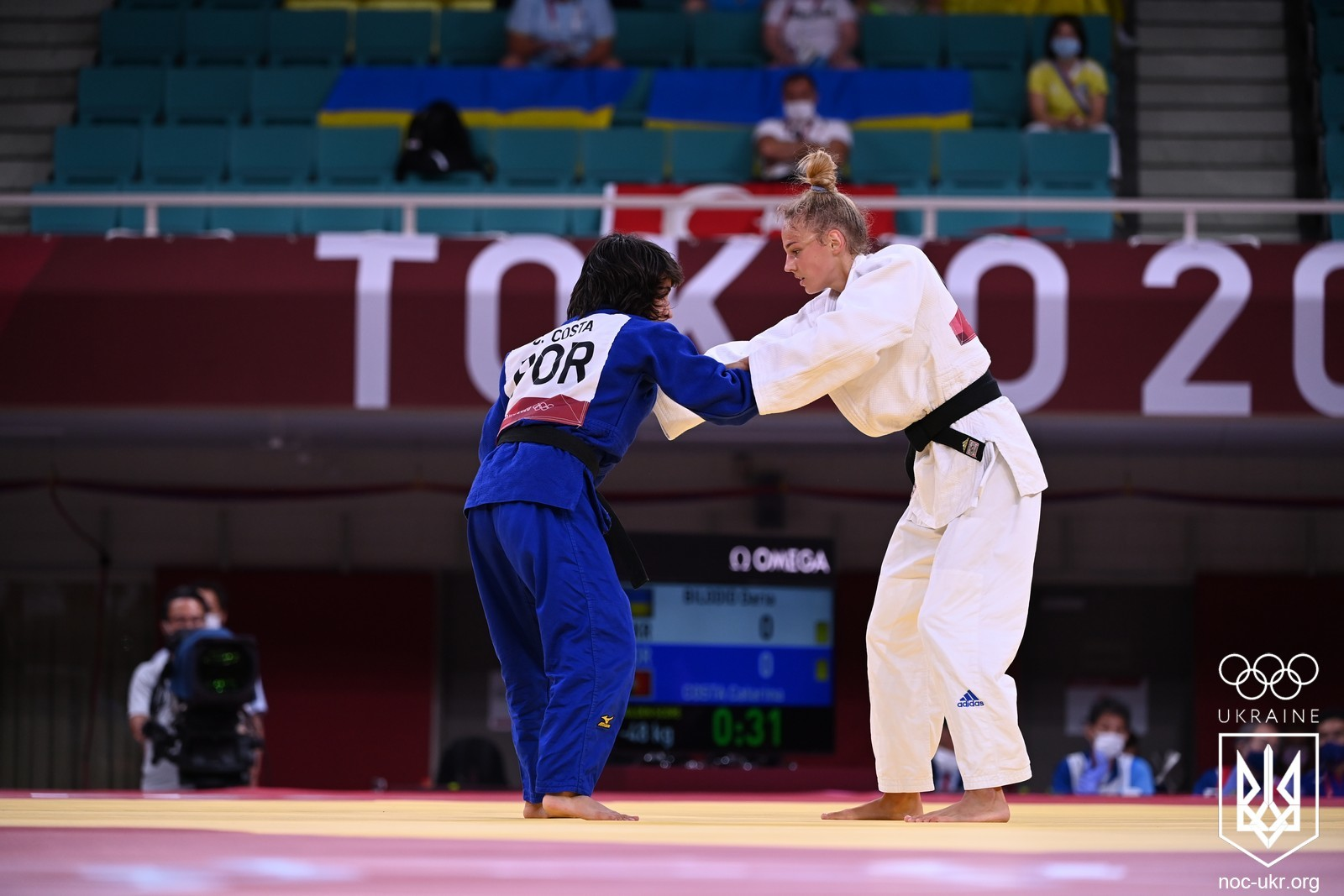
Дар'я Білодід (праворуч) проти Катаріни Кости (ліворуч) (24 липня)

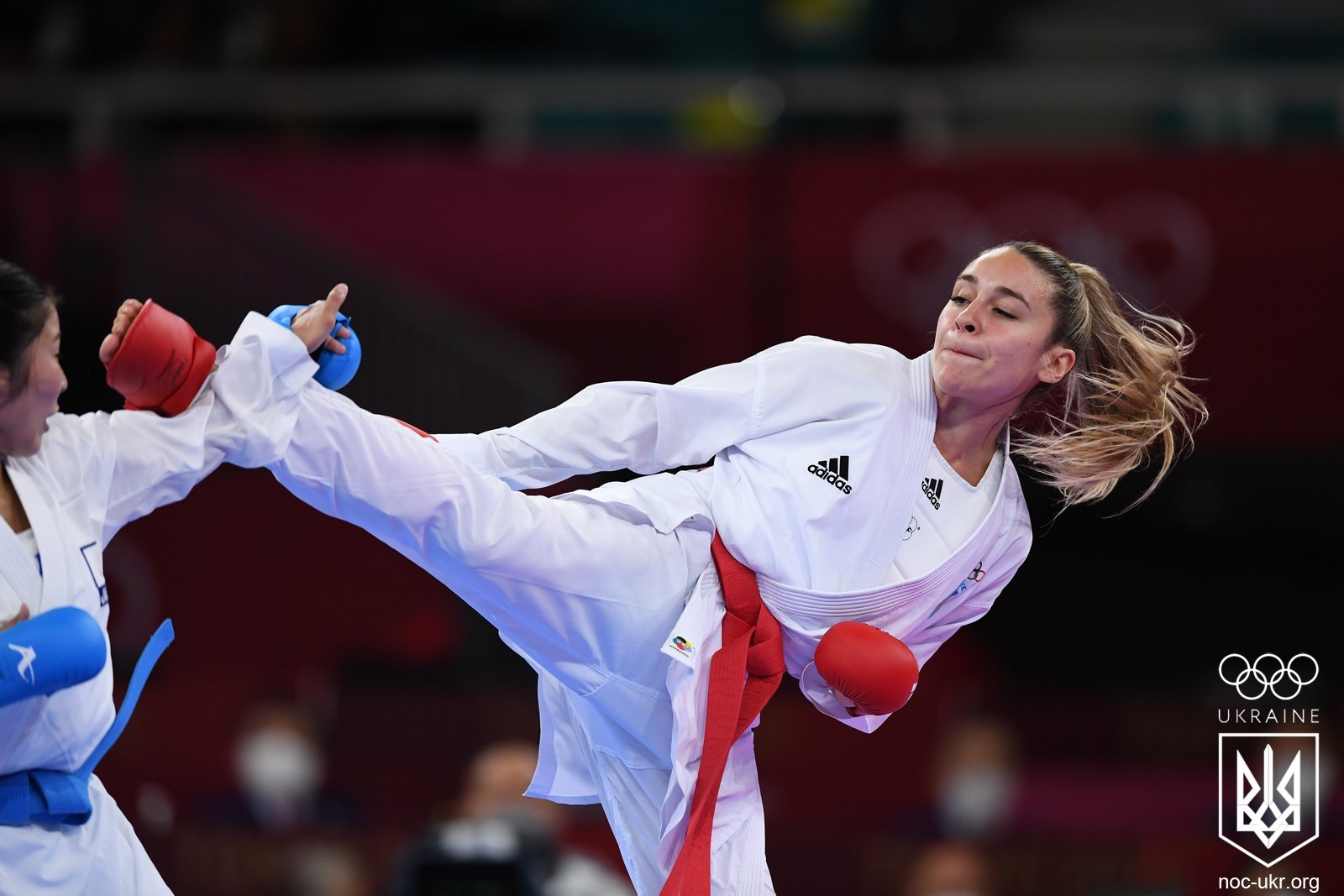
Анжеліка Терлюга завдає удару у поєдинку проти Міхо Маяхари (5 серпня)

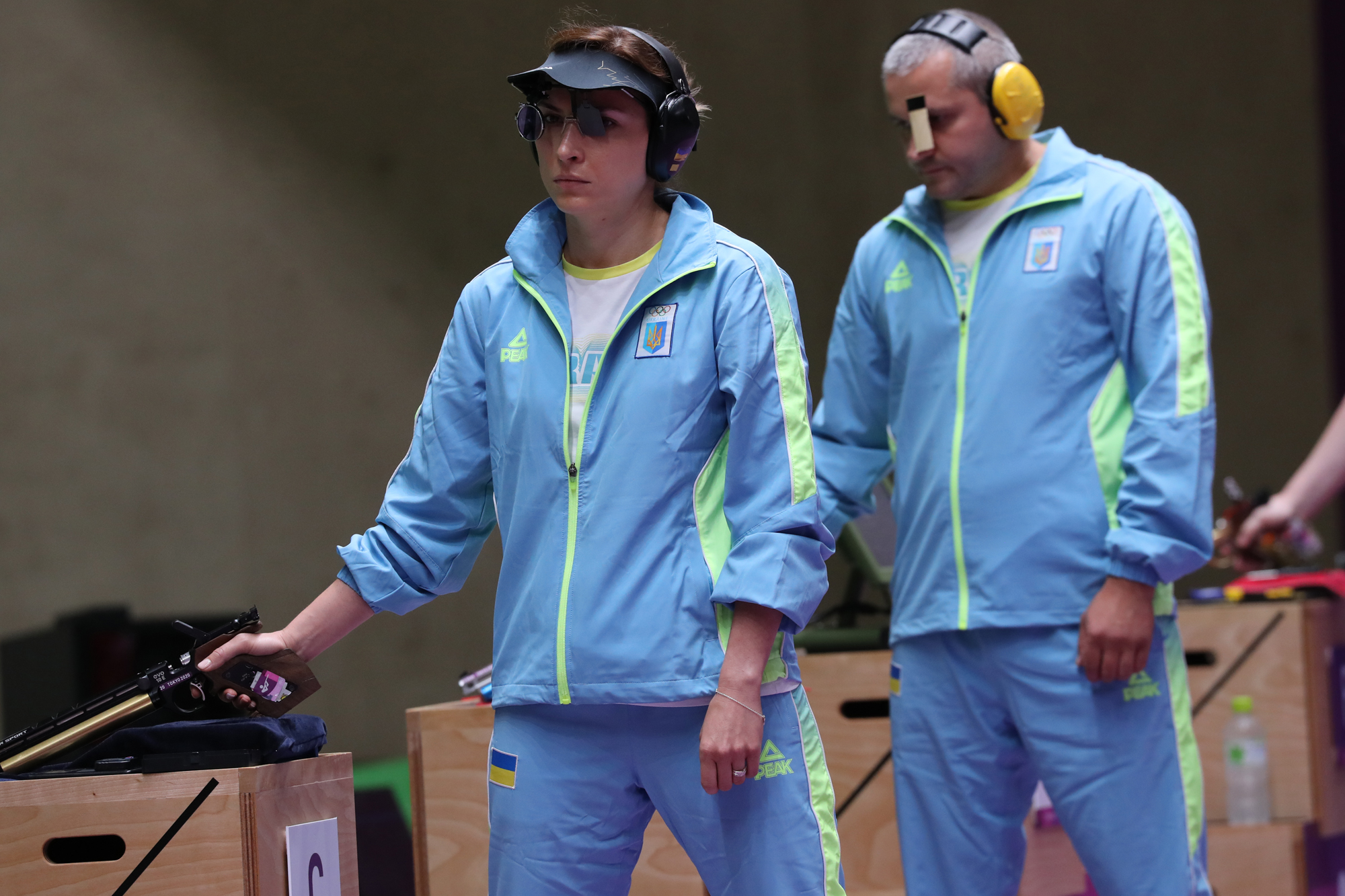
Олена Костевич та Олег Омельчук у командному фіналі стрільби з пневматичного пістолета, 10 метрів (27 липня)

| Спортсменка | Дисципліна                  | SB-2021 перед Іграми | Забіг   | Забіг   | Півфінал         | Півфінал         | Фінал    | Фінал |
| Час | Місце                       | Час                  | Місце   | Час     | Місце            |                  |          |       |
| --- | --------------------------- | -------------------- | ------- | ------- | ---------------- | ---------------- | -------- | ----- |
| Тетяна Мельник Київ PB: 51,92 (2016) | Біг на 400 м                | 54,26 SB             | 54,99   | 40      | Завершила виступ |                  |          |       |
| Вікторія Калюжна Донецька область PB: 2:27.05 (2021) | Марафон                     | 2:27.05 PB           |         | DNF     | DNF              |                  |          |       |
| Дар'я Михайлова Київ PB: 2:27.29 (2020) | Марафон                     | —                    |         | DNF     | DNF              |                  |          |       |
| Євгенія Прокоф'єва Київ PB: 2:28.06 (2019) | Марафон                     | —                    |         | 2:36:47 | 42               |                  |          |       |
| Анна Рижикова Дніпропетровська область PB: 52,96 (2021) NR | Біг на 400 м з бар'єрами    | 52,96 PB NR          | 54,56 Q | 3       | 54,23 q          | 7                | 53,48    | 5     |
| Вікторія Ткачук Донецька область PB: 54,02 (2021) | Біг на 400 м з бар'єрами    | 54,02 PB             | 54,80 Q | 7       | 54,25 q          | 8                | 53,79 PB | 6     |
| Марія Миколенко Донецька область PB: 56,25 (2018) | Біг на 400 м з бар'єрами    | 57,29                | 57,86   | 36      | Завершила виступ |                  |          |       |
| Наталія Стребкова Тернопільська область PB: 9.37,28 (2018) | Біг на 3000 м з перешкодами | 9.39,08              | 9.49,15 | 35      |                  | Завершила виступ |          |       |
| Україна NR: 3.21,94 (1986) Тетяна Мельник КиївКатерина Климюк Запорізька областьАліна Логвиненко Донецька областьАнастасія Бризгіна Запорізька областьЯна Качур Київ | Естафетний біг 4×400 м      | 3.37,00 3.30,38i NIR | 3:24.50 | 9       |                  | Завершили виступ |          |       |

##### Змішані
| Команда | Дисципліна                         | SB-2021 перед Іграми | Забіг   | Забіг | Фінал            | Фінал |
| Час | Місце                              | Час                  | Місце   |       |                  |       |
| --- | ---------------------------------- | -------------------- | ------- | ----- | ---------------- | ----- |
| Україна NR: 3.14,06 (2021)Микита Барабанов Запорізька областьКатерина Климюк Запорізька областьАліна Логвиненко Донецька областьОлександр Погорілко Сумська область | Змішаний естафетний біг 4×400 м[a] | 3.14,06 NR           | 3.14,21 | 13    | Завершили виступ |       |

a  Данило Даниленко та Яна Качур були заявлені як запасні у змішаній естафеті 4×400 м, проте участі у змаганнях не брали.

#### Спортивна ходьба

##### Чоловіки
| Спортсмен                                                    | Дисципліна                | SB-2021 перед Іграми | Результат | Результат |
| Час                                                          | Місце                     |                      |           |           |
| ------------------------------------------------------------ | ------------------------- | -------------------- | --------- | --------- |
| Едуард Забуженко Київська область PB: 1:19.29 (2021)         | Спортивна ходьба на 20 км | 1:19.29 PB           | 1:39:38   | 52        |
| Іван Лосев Київська область PB: 1:19.33 (2014)               | Спортивна ходьба на 20 км | 1:20.46              | 1:33:26   | 49        |
| Іван Банзерук Волинська область PB: 3:44.49 (2014)           | Спортивна ходьба на 50 км | 3:53.51              | DNF       | DNF       |
| Мар'ян Закальницький Донецька область PB: 3:44.59 (2018)     | Спортивна ходьба на 50 км | 3:46.28              | 4:02:53   | 25        |
| Валерій Літанюк Івано-Франківська область PB: 3:51.27 (2019) | Спортивна ходьба на 50 км | 3:55.45              | 4:14:05   | 39        |

##### Жінки
| Спортсменка                                               | Дисципліна                | SB-2021 перед Іграми | Результат | Результат |
| Час                                                       | Місце                     |                      |           |           |
| --------------------------------------------------------- | ------------------------- | -------------------- | --------- | --------- |
| Людмила Оляновська Київська область PB: 1:27.09 (2015) NR | Спортивна ходьба на 20 км | 1:29.27              | 1:40:20   | 43        |
| Марія Сахарук Волинська область PB: 1:28.47 (2021)        | Спортивна ходьба на 20 км | 1:28.47 PB           | 1:34:04   | 19        |
| Ганна Шевчук Івано-Франківська область PB: 1:29.09 (2021) | Спортивна ходьба на 20 км | 1:29.09 PB           | 1:36:27   | 27        |

#### Стрибки

##### Чоловіки
| Спортсмен                                                         | Дисципліна        | SB-2021 перед Іграми | Кваліфікація | Кваліфікація | Фінал           | Фінал |
| Результат                                                         | Місце             | Результат            | Місце        |              |                 |       |
| ----------------------------------------------------------------- | ----------------- | -------------------- | ------------ | ------------ | --------------- | ----- |
| Андрій Проценко Херсонська область PB: 2,40 (2014)                | Стрибки у висоту  | 2,30 2,34i           | 2,25         | 14           | Завершив виступ |       |
| Владислав Мазур Житомирська область PB: 8,07 (2018); 8,14i (2021) | Стрибки у довжину | 7,99 8,14i PB        | 7,60         | 27           | Завершив виступ |       |

##### Жінки
| Спортсменка                                                                | Дисципліна         | SB-2021 перед Іграми | Кваліфікація | Кваліфікація | Фінал            | Фінал |
| Результат                                                                  | Місце              | Результат            | Місце        |              |                  |       |
| -------------------------------------------------------------------------- | ------------------ | -------------------- | ------------ | ------------ | ---------------- | ----- |
| Ярослава Магучіх Дніпропетровська область PB: 2,04 (2019); 2,06i (2021) NR | Стрибки у висоту   | 2,03 2,06i NR        | 1,95         | 3 Q          | 2,00             | 3     |
| Юлія Левченко Київ PB: 2,02 (2019)                                         | Стрибки у висоту   | 1,94 1,96i           | 1,95         | 11 Q         | 1,96 SB          | 8     |
| Ірина Геращенко Київ PB: 1,99 (2019)                                       | Стрибки у висоту   | 1,96 1,98i           | 1.95         | 11 Q         | 1,98 SB          | 4     |
| Марина Килипко Харківська область PB: 4,70 (2021) NR                       | Стрибки з жердиною | 4,70 NR              | 4,55 Q       | 15           | 4,50             | 5     |
| Яна Гладійчук Київ PB: 4,50 (2021); 4,61i (2021)                           | Стрибки з жердиною | 4,50 PB 4,61i PB     | 4,40         | 21           | Завершила виступ |       |
| Марина Бех-Романчук Хмельницька область PB: 6,93 (2016); 6,96i (2020)      | Стрибки у довжину  | 6,79 6,92i           | 6,71 q       | 10           | 6,88             | 5     |
| Ольга Саладуха Донецька область PB: 14,99 (2012)                           | Потрійний стрибок  | 13,91 14,04w         | 13,91 SB     | 20           | Завершила виступ |       |

#### Метання

##### Чоловіки
| Спортсмен                                                   | Дисципліна     | SB-2021 перед Іграми | Кваліфікація | Кваліфікація | Фінал           | Фінал |
| Результат                                                   | Місце          | Результат            | Місце        |              |                 |       |
| ----------------------------------------------------------- | -------------- | -------------------- | ------------ | ------------ | --------------- | ----- |
| Ігор Мусієнко Сумська область PB: 21,15 (2021)              | Штовхання ядра | 21,15 PB             | 19,56        | 30           | Завершив виступ |       |
| Микита Нестеренко Дніпропетровська область PB: 66,42 (2021) | Метання диска  | 66,42 PB             | 60,95        | 20           | Завершив виступ |       |
| Михайло Кохан Дніпропетровська область PB: 80,78 (2021)     | Метання молота | 80,78 PB             | 78,36 Q      | 5            | 80,39           | 4     |
| Гліб Піскунов Херсонська область PB: 77,72 (2021)           | Метання молота | 77,72 PB             | 73,84        | 20           | Завершив виступ |       |

##### Жінки
| Спортсменка                                          | Дисципліна     | SB-2021 перед Іграми | Кваліфікація | Кваліфікація | Фінал            | Фінал |
| Результат                                            | Місце          | Результат            | Місце        |              |                  |       |
| ---------------------------------------------------- | -------------- | -------------------- | ------------ | ------------ | ---------------- | ----- |
| Ольга Голодна Київська область PB: 18,72 (2013)      | Штовхання ядра | 18,56                | 17,15        | 26           | Завершила виступ |       |
| Наталя Семенова Донецька область PB: 64,70 (2008)    | Метання диска  | 63,63                | 54,28        | 31           | Завершила виступ |       |
| Ірина Климець Волинська область PB: 73,56 (2019)     | Метання молота | 70,97                | 68,29        | 21           | Завершила виступ |       |
| Ірина Новожилова Херсонська область PB: 74,10 (2012) | Метання молота | 63,82                | 59,85        | 30           | Завершила виступ |       |

### Важка атлетика

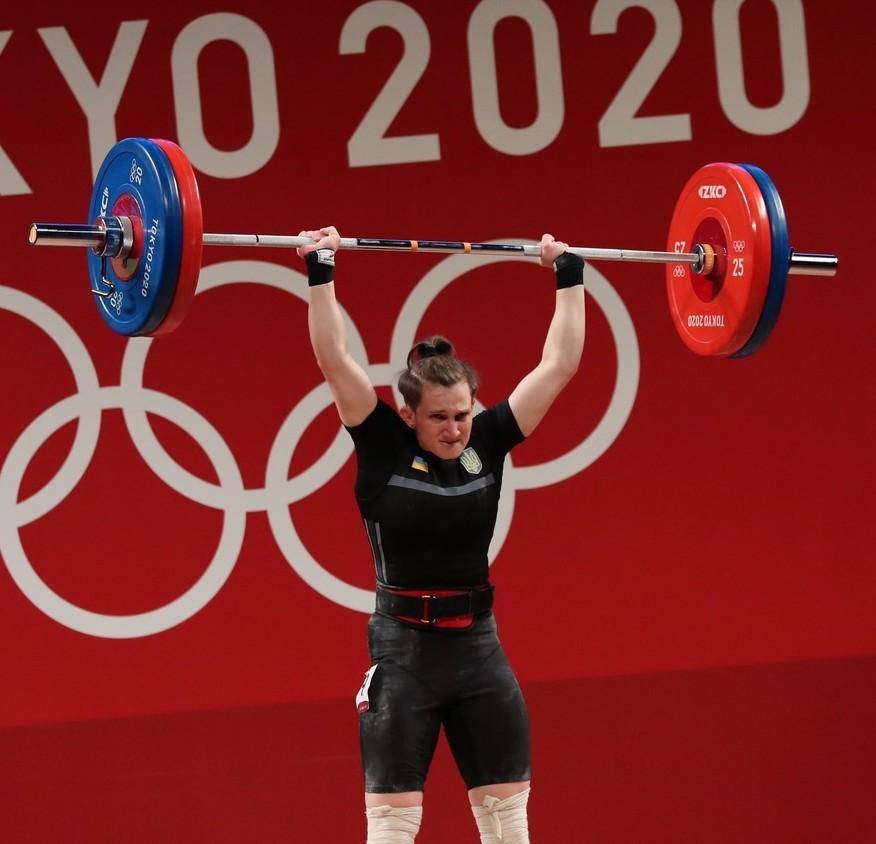
Каміла Конотоп виступає у ваговій категорії до 55 кг (26 липня)

Спортсменів — 2
| Спортсменка                       | Категорія | Ривок | Ривок | Ривок | Поштовх | Поштовх | Поштовх | Всього | Місце |
| 1                                 | 2         | 3     | 1     | 2     | 3       |         |         | Всього | Місце |
| --------------------------------- | --------- | ----- | ----- | ----- | ------- | ------- | ------- | ------ | ----- |
| Каміла Конотоп Харківська область | до 55 кг  | 91    | 94    | 96    | 106     | 110     | 112     | 206    | 5     |
| Ірина Деха Харківська область     | до 76 кг  | 110   | 113   | 113   | 131     | 131     | 131     | –      | –     |

## Водні види спорту

### Плавання

#### Чоловіки
| Спортсмен                             | Дисципліна                | Попередній заплив | Попередній заплив | Півфінал        | Півфінал        | Фінал           | Фінал           |
| Час                                   | Місце                     | Час               | Місце             | Час             | Місце           |                 |                 |
| ------------------------------------- | ------------------------- | ----------------- | ----------------- | --------------- | --------------- | --------------- | --------------- |
| Владислав Бухов Київ                  | 50 метрів вільним стилем  | 21.73             | 5 Q               | 21.83           | 11              | Завершив виступ | Завершив виступ |
| Сергій Шевцов Запорізька область      | 100 метрів вільним стилем | 49.55             | 35                | Завершив виступ | Завершив виступ | Завершив виступ | Завершив виступ |
| Денис Кесіль Дніпропетровська область | 200 метрів батерфляєм     | 1:56.37           | 21                | Завершив виступ | Завершив виступ | Завершив виступ | Завершив виступ |
| Ігор Трояновський Київ                | 200 метрів батерфляєм     | 1:58.37           | 29                | Завершив виступ | Завершив виступ | Завершив виступ | Завершив виступ |
| Ігор Трояновський Київ                | 100 метрів батерфляєм     | DNS               | DNS               | DNS             | DNS             | DNS             | DNS             |
| Михайло Романчук Рівненська область   | 800 метрів вільним стилем | 7:41.28           | 1 Q OR            | Н/Д             | Н/Д             | 7:42.33         | 3               |
| 1500 метрів вільним стилем            | 14:45.99                  | 1 Q               | Н/Д               | Н/Д             | 14:40.66        | 2               |                 |
| Сергій Фролов Запорізька область      | 800 метрів вільним стилем | 7:47.67           | 7 Q               | Н/Д             | Н/Д             | 7:45:11         | 6               |
| 1500 метрів вільним стилем            | 14:51.83                  | 6 Q               | Н/Д               | Н/Д             | 15:04.26        | 8               |                 |

#### Жінки
| Спортсменка            | Дисципліна          | Попередній заплив | Попередній заплив | Півфінал         | Півфінал         | Фінал            | Фінал            |
| Час                    | Місце               | Час               | Місце             | Час              | Місце            |                  |                  |
| ---------------------- | ------------------- | ----------------- | ----------------- | ---------------- | ---------------- | ---------------- | ---------------- |
| Дарина Зевіна Київ     | 100 метрів на спині | 1:01.97           | 30                | Завершила виступ | Завершила виступ | Завершила виступ | Завершила виступ |
| Дарина Зевіна Київ     | 200 метрів на спині | 2:12.30           | 19                | Завершила виступ | Завершила виступ | Завершила виступ | Завершила виступ |
| Кристина Панчішко Київ | марафон 10 км       | Н/Д               | Н/Д               | Н/Д              | Н/Д              | 2:07:35.1        | 22               |

### Синхронне плавання

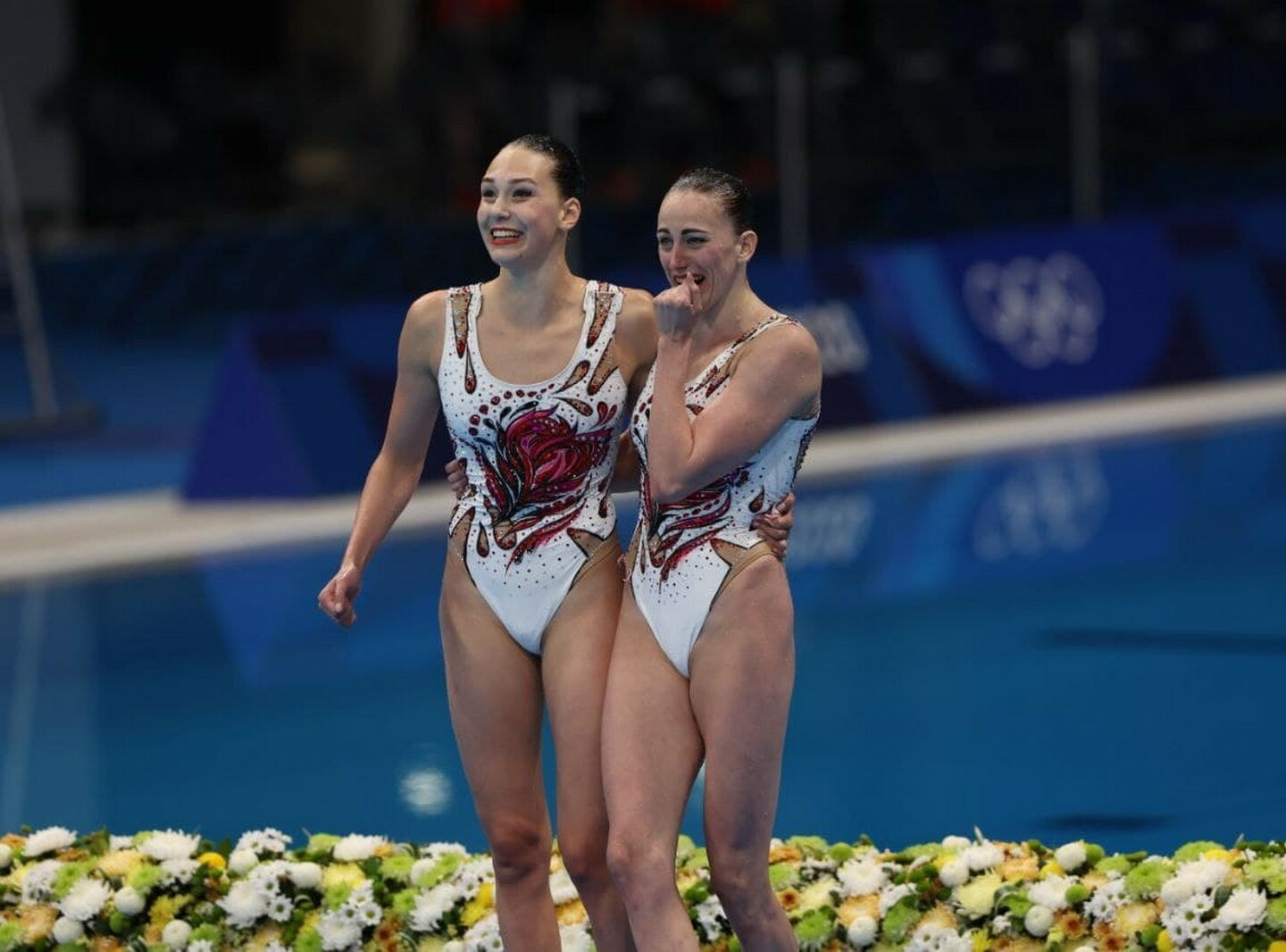
Марта Фєдіна та Анастасія Савчук після виступу дуетів (4 серпня)

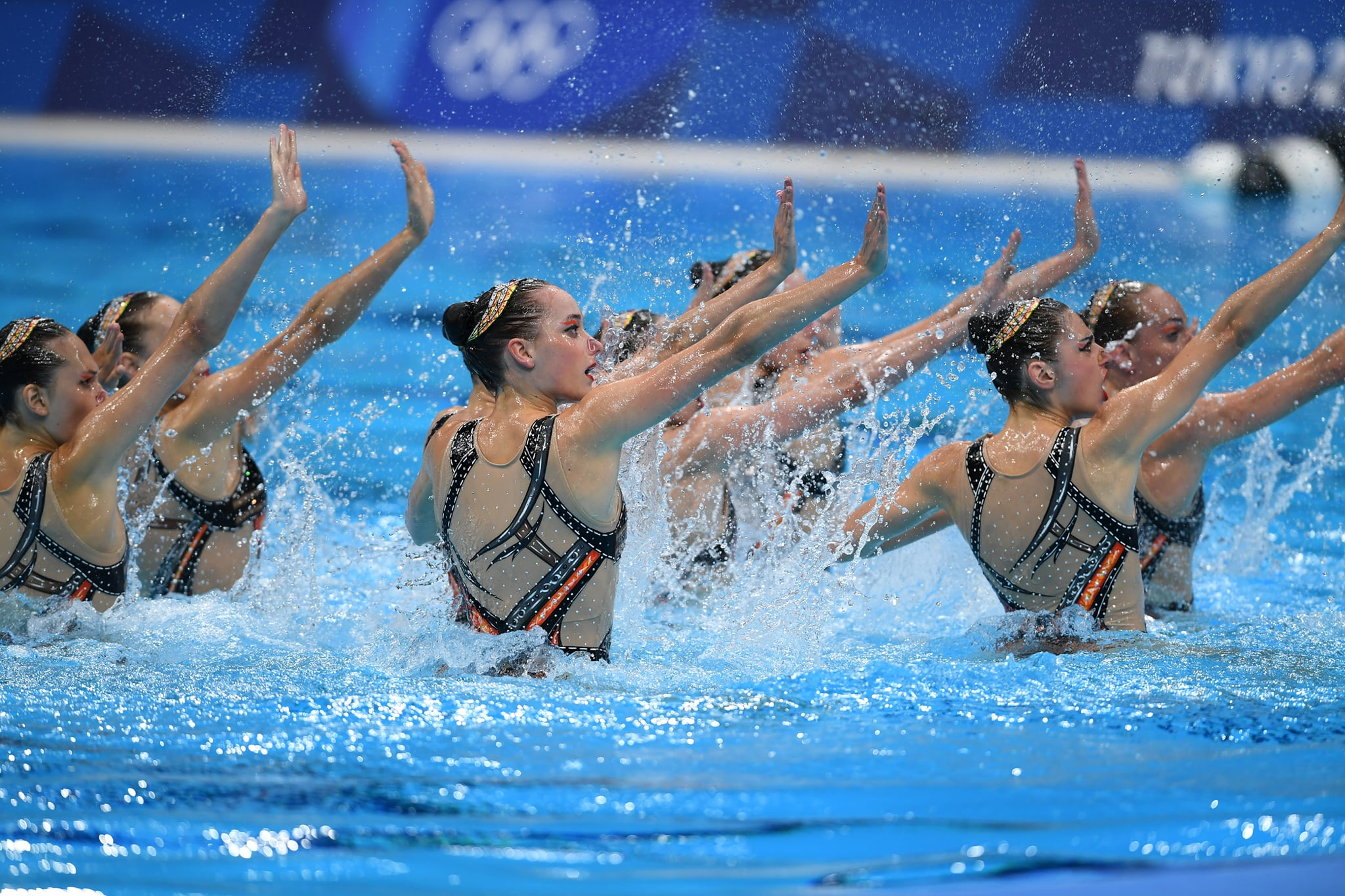
Збірна України у фіналі груповичок (7 серпня)

| Спортсменки | Змагання | Технічна програма | Технічна програма | Півфінал довільної програми | Півфінал довільної програми | Півфінал довільної програми | Півфінал довільної програми | Фінал довільної програми | Фінал довільної програми | Всього очок | Місце |
| Очки | Місце    | Очки              | Місце             | Всього очок                 | Місце                       | Очки                        | Місце                       |                          |                          |             |       |
| --- | -------- | ----------------- | ----------------- | --------------------------- | --------------------------- | --------------------------- | --------------------------- | ------------------------ | ------------------------ | ----------- | ----- |
| Анастасія Савчук Харківська областьМарта Фєдіна Харківська область | Дуети    | 93.8620           | 3                 | 94,9333                     | 3                           | 188.7953 Q                  | 3                           | 95,6000                  | 3                        | 189,4620    | 3     |
| Анастасія Савчук Харківська областьМарта Федіна Харківська областьЄлизавета Яхно Харківська областьВладислава Алексіїва Харківська областьМарина Алексіїва Харківська областьКсенія Сидоренко Харківська областьКатерина Резнік Харківська областьАліна Шинкаренко Харківська областьВероніка Гришко Харківська область | Групи    | 94.2685           | 3                 | Н/Д                         | Н/Д                         | Н/Д                         | Н/Д                         | 96.0333                  | 3                        | 190.3018    | 3     |

### Стрибки у воду

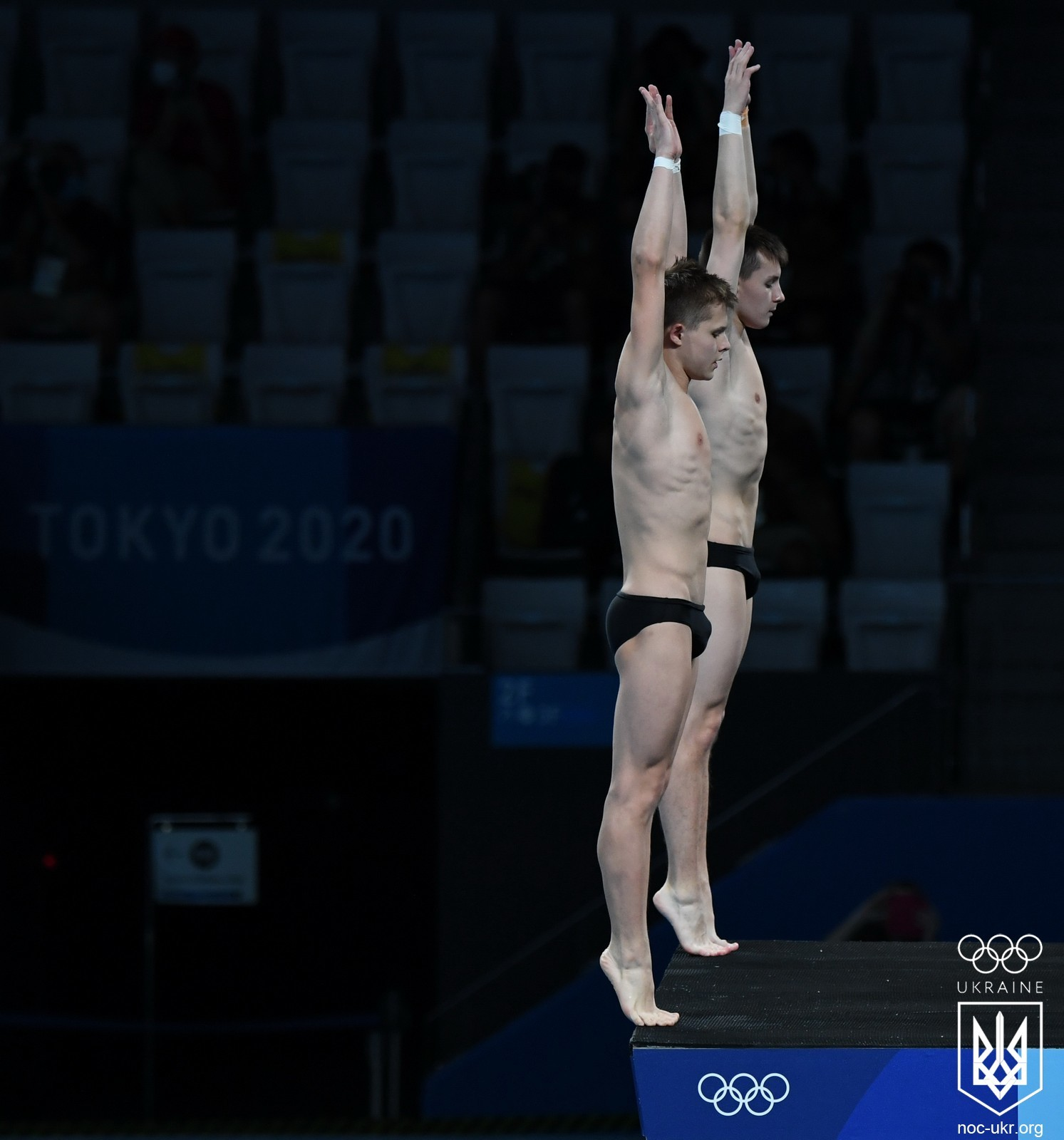
Олег Сербін (позаду) та Олексій Середа (попереду) у фіналі синхронних стрибків із вишки (26 липня)

| Спортсмен                                                      | Змагання                   | Чвертьфінал | Чвертьфінал | Півфінал        | Півфінал        | Фінал           | Місце           |
| Результат                                                      | Місце                      | Результат   | Місце       | Результат       |                 |                 |                 |
| -------------------------------------------------------------- | -------------------------- | ----------- | ----------- | --------------- | --------------- | --------------- | --------------- |
| Олег Колодій Луганська область                                 | Трамплін, 3 метри          | 351.25      | 22          | Завершив виступ | Завершив виступ | Завершив виступ | Завершив виступ |
| Олексій Середа Луганська область                               | Вишка, 10 метрів           | 435.90      | 6 Q         | 416.05          | 7 Q             | 461.70          | 6               |
| Олег Сербін Запорізька областьОлексій Середа Луганська область | Синхронна вишка, 10 метрів | Н/Д         | Н/Д         | Н/Д             | Н/Д             | 400,44          | 6               |

| Спортсменка                         | Змагання          | Чвертьфінал | Чвертьфінал | Півфінал         | Півфінал         | Фінал            | Місце            |                  |
| Результат                           | Місце             | Результат   | Місце       | Результат        |                  |                  |                  |                  |
| ----------------------------------- | ----------------- | ----------- | ----------- | ---------------- | ---------------- | ---------------- | ---------------- | ---------------- |
| Вікторія Кесарь Запорізька область  | Трамплін, 3 метри | 238.20      | 23          | Завершила виступ | Завершила виступ | Завершила виступ | Завершила виступ | Завершила виступ |
| Ганна Письменська Луганська область | Трамплін, 3 метри | 232.30      | 24          | Завершила виступ | Завершила виступ | Завершила виступ | Завершила виступ | Завершила виступ |
| Софія Лискун Київ                   | Вишка, 10 метрів  | 216.55      | 29          | Завершила виступ | Завершила виступ | Завершила виступ | Завершила виступ | Завершила виступ |

### Академічне веслування
| Спортсмен                              | Дисципліна               | Відбіркові заїзди | Відбіркові заїзди | Втішний заїзд | Втішний заїзд | Чвертьфінали | Чвертьфінали | Півфінали | Півфінали | Фінал           | Фінал |
| Час                                    | Місце                    | Час               | Місце             | Час           | Місце         | Час          | Місце        | Час       | Місце     |                 |       |
| -------------------------------------- | ------------------------ | ----------------- | ----------------- | ------------- | ------------- | ------------ | ------------ | --------- | --------- | --------------- | ----- |
| Ігор Хмара КиївСтаніслав Ковальов Київ | Двійка парна, легка вага | 6:36.05           | 4                 | 6:36.28       | 1 Q           | Н/Д          | Н/Д          | 6:14.57   | 4         | Фінал B 6:16.92 | 3     |

### Веслування на байдарках і каное

#### Спринт[51]
Скорочення
| ЧФ | за результатами заїзду вихід у чвертьфінал | ПФ | за результатами заїзду вихід у півфінал | ФВ | за результатами заїзду вихід у Фінал B | ФА | за результатами заїзду вихід у Фінал А |

##### Чоловіки
| Спортсмен                                                       | Дисципліна          | Попередній заїзд | Попередній заїзд | Чвертьфінал | Чвертьфінал | Півфінал | Півфінал | Фінал    | Фінал  |
| Час                                                             | Місце               | Час              | Місце            | Час         | Місце       | Час      | Місце    |          |        |
| --------------------------------------------------------------- | ------------------- | ---------------- | ---------------- | ----------- | ----------- | -------- | -------- | -------- | ------ |
| Павло Алтухов Полтавська область                                | Чоловіки К-1 1000 м | 4:15.508         | 4 ЧФ             | 4:06.018    | 2 ПФ        | 4:05.857 | 5 ФВ     | 4:04.098 | 4 (12) |
| Юрій Вандюк Волинська область                                   | Чоловіки К-1 1000 м | 4:11.346         | 4 ЧФ             | 4:08.719    | 2 ПФ        | 4:20.098 | 5 ФВ     | 4:10.910 | 8 (16) |
| Павло Алтухов Полтавська областьДмитро Янчук Полтавська область | Чоловіки К-2 1000 м | 4:06.089         | 6 ЧФ             | 3:49.356    | 2 ПФ        | 3:28.755 | 5 ФВ     | 3:33.330 | 5 (13) |

##### Жінки
| Спортсменка | Дисципліна      | Попередній заїзд | Попередній заїзд | Чвертьфінал | Чвертьфінал | Півфінал         | Півфінал         | Фінал            | Фінал            |
| Час | Місце           | Час              | Місце            | Час         | Місце       | Час              | Місце            |                  |                  |
| --- | --------------- | ---------------- | ---------------- | ----------- | ----------- | ---------------- | ---------------- | ---------------- | ---------------- |
| Людмила Лузан Полтавська область | Жінки К-1 200 м | 45.571           | 1 ПФ             | Н/Д         | Н/Д         | 47.339           | 1 ФА             | 47.034           | 3                |
| Анастасія Четверікова Житомирська область | Жінки К-1 200 м | 47.472           | 4 ЧФ             | 46.509      | 3           | Завершила виступ | Завершила виступ | Завершила виступ | Завершила виступ |
| Людмила Лузан Полтавська областьАнастасія Четверікова Житомирська область                                                                     | Жінки К-2 500 м | 2:01.156         | 1 ПФ             | Н/Д         | Н/Д         | 2:02.893         | 1 ФА             | 1:57.499         | 2                |
| Марія Кічасова-Скорик Полтавська область | Жінки Б-1 200м  | 44.564           | 4 ЧФ             | 44.247      | 6           | Завершила виступ | Завершила виступ | Завершила виступ | Завершила виступ |
| Юлія Юрійчук Київська область | Жінки Б-1 200м  | 43.760           | 5 ЧФ             | 43.871      | 5           | Завершила виступ | Завершила виступ | Завершила виступ | Завершила виступ |
| Марія Повх Волинська область | Жінки Б-1 500м  | 1:50.489         | 5 ЧФ             | 1:50.769    | 2 ПФ        | 1:53.659         | 4 ФВ             | 1:56.429         | 7 (15)           |
| Юлія Юрійчук Київська область | Жінки Б-1 500м  | 1:57.532         | 5 ЧФ             | 1:58.657    | 3 ПФ        | 2:03.303         | 8                | Завершила виступ | Завершила виступ |
| Людмила Кукліновська Полтавська областьАнастасія Тодорова Одеська область                                                                     | Жінки Б-2 500м  | 1:50.733         | 4 ЧФ             | 1:53.184    | 6           | Завершили виступ | Завершили виступ | Завершили виступ | Завершили виступ |
| Марія Кічасова-Скорик Полтавська областьЛюдмила Кукліновська Полтавська областьАнастасія Тодорова Одеська областьМарія Повх Волинська область | Жінки Б-4 500м  | 1:39.224         | 6 ЧФ             | 1:36.948    | 3 ПФ        | 1:38.489         | 5 ФВ             | 1:39.276         | 2 (10)           |

#### Веслувальний слалом на байдарках та каное
| Спортсменка      | Дисципліна | Попередні заїзди | Попередні заїзди | Попередні заїзди | Попередні заїзди | Попередні заїзди | Попередні заїзди | Півфінал | Півфінал | Півфінал | Фінал  | Фінал |
| Заїзд 1          | Штраф      | Заїзд 2          | Штраф            | Кращий           | Місце            | Час              | Штраф            | Місце    | Час      | Місце    |        |       |
| ---------------- | ---------- | ---------------- | ---------------- | ---------------- | ---------------- | ---------------- | ---------------- | -------- | -------- | -------- | ------ | ----- |
| Вікторія Ус Київ | Жінки Б-1  | 118.09           | 2                | 109.99           | 4                | 113.99           | 17               | 111.53   | 2        | 9        | 111,85 | 8     |
| Вікторія Ус Київ | Жінки К-1  | 121.97           | 2                | 119.05           | 0                | 119.05           | 15               | 122.12   | 2        | 9        | 124.85 | 7     |

## Гімнастичні види спорту

### Спортивна гімнастика

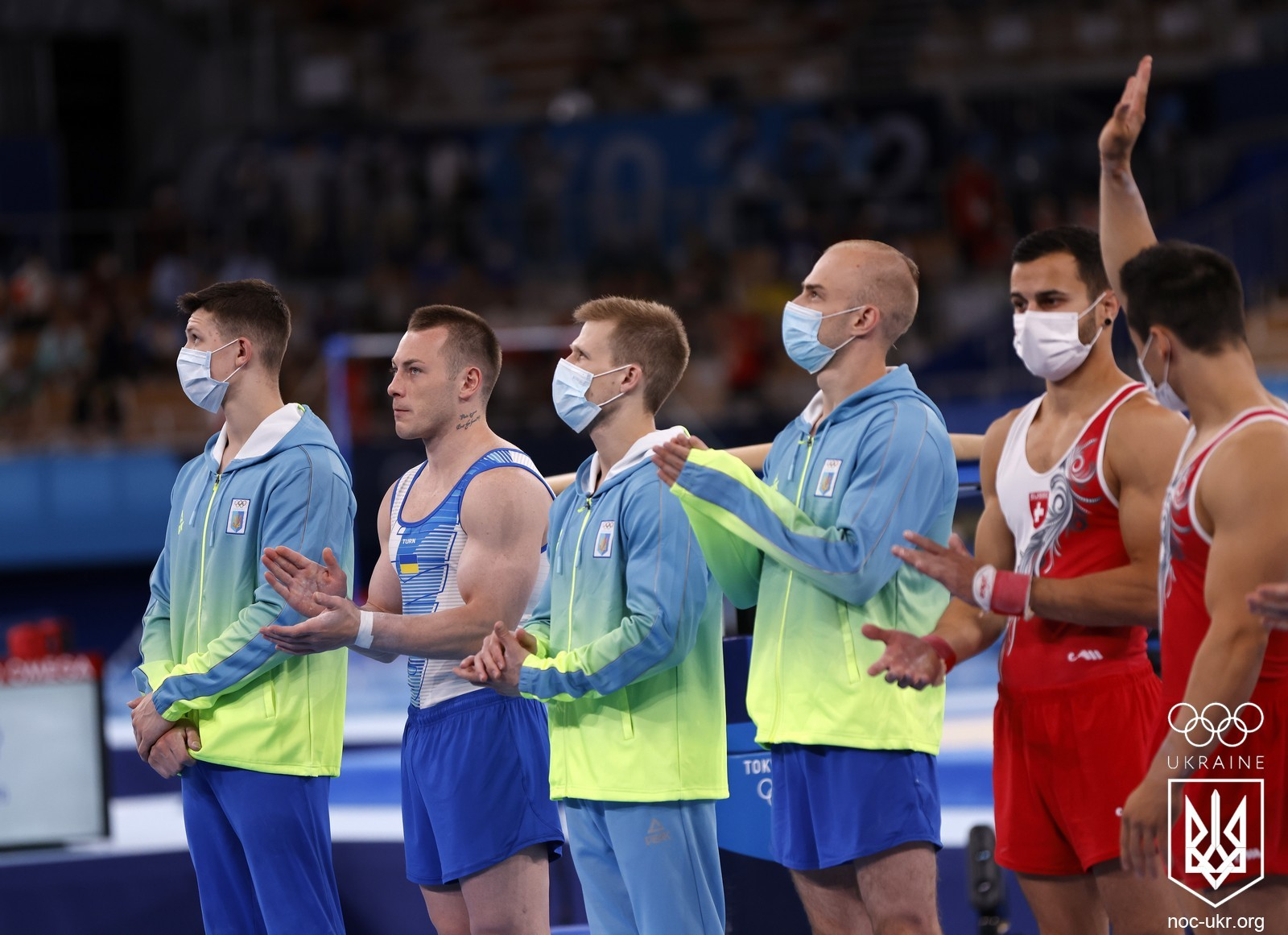
Чоловіча збірна України у фіналі командного багатоборства (26 липня)

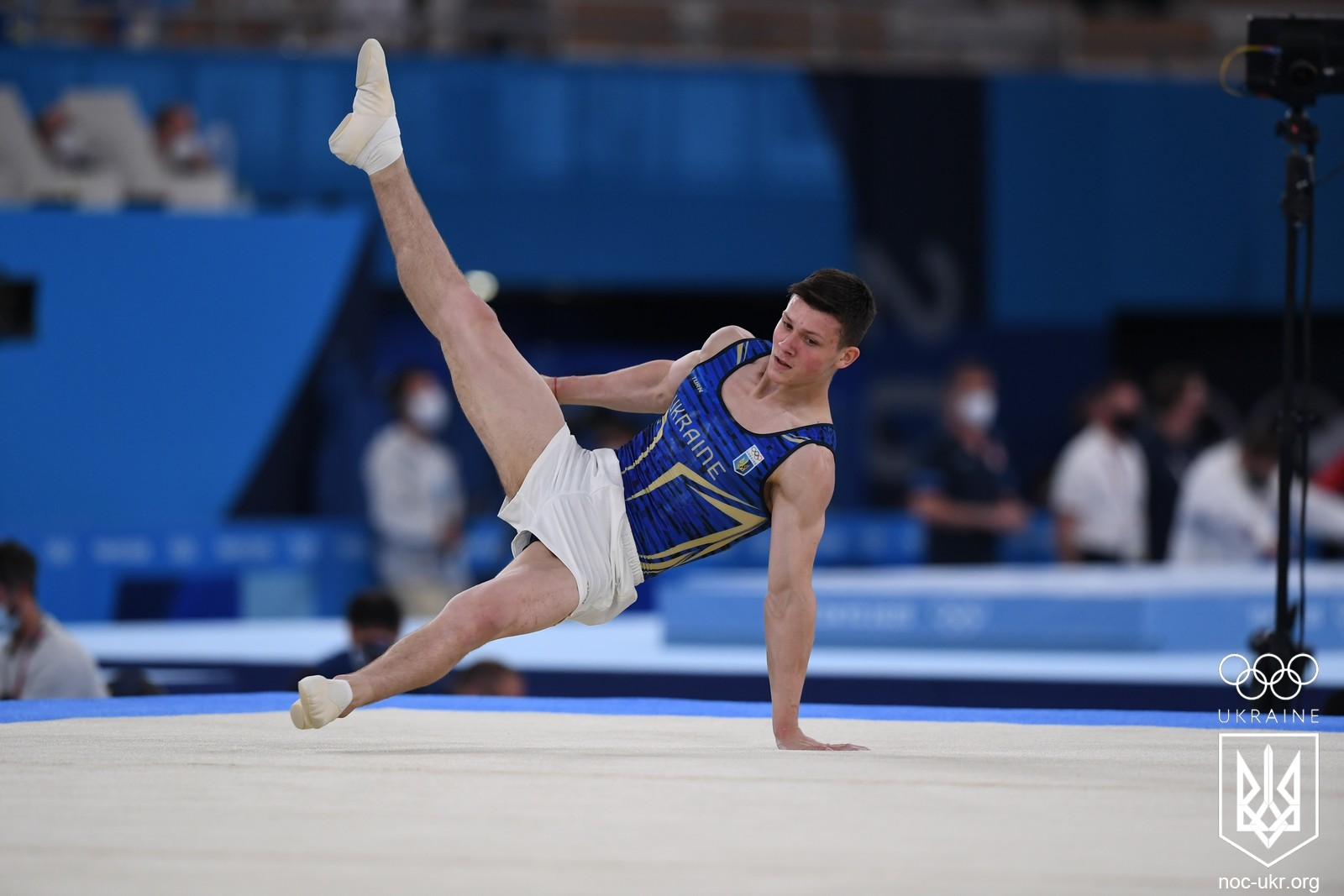
Ілля Ковтун виконує вільні вправи у фіналі особистого багатоборства (28 липня)

Спортсменів — 5
| Спортсмен                       | Змагання           | Кваліфікація                      | Кваліфікація                      | Кваліфікація                      | Кваліфікація                      | Кваліфікація                      | Кваліфікація                      | Кваліфікація                      | Кваліфікація                      | Фінал  | Фінал           | Фінал            | Фінал       | Фінал   | Фінал  | Фінал   | Фінал |
| Вільні вправи                   | Кінь               | Кільця                            | Опорний стрибок                   | Паралельні бруси                  | Перекладина                       | Загалом                           | Місце                             | Вільні вправи                     | Кінь                              | Кільця | Опорний стрибок | Паралельні бруси | Перекладина | Загалом | Місце  |         |       |
| ------------------------------- | ------------------ | --------------------------------- | --------------------------------- | --------------------------------- | --------------------------------- | --------------------------------- | --------------------------------- | --------------------------------- | --------------------------------- | ------ | --------------- | ---------------- | ----------- | ------- | ------ | ------- | ----- |
| Ігор Радівілов Київ             | Командна першість  | Н/Д                               | Н/Д                               | 14.466 (11)                       | 14.616 (14)                       | Н/Д                               | Н/Д                               | Н/Д                               | Н/Д                               | Н/Д    | Н/Д             | 14,633           | 14,600      | Н/Д     | Н/Д    | Н/Д     | Н/Д   |
| Петро Пахнюк Київ               | Командна першість  | 13.566 (43)                       | 12.866 (52)                       | 13.466 (40)                       | 14.100                            | 15.333 (8) Q                      | 13.400 (31)                       | 82.731                            | 24 Q                              | 13,466 | 12,266          | 12,533           | 13,233      | 15,200  | 13,466 | Н/Д     | Н/Д   |
| Євген Юденков Луганська область | Командна першість  | 13.900 (28)                       | 12.966 (46)                       | 13.266 (51)                       | 13.500                            | 14.266 (38)                       | 12.533 (60)                       | 80.431                            | 43                                | 13,966 | 13,533          | 13,700           | 13,666      | 13,800  | 12,666 | Н/Д     | Н/Д   |
| Ілля Ковтун Черкаська область   | Командна першість  | 12.866 (60)                       | 13.666 (30)                       | 12.833 (59)                       | 13.816                            | 14.700 (28)                       | 13.700 (27)                       | 81.581                            | 34 Q                              | 13,800 | 14,200          | Н/Д              | Н/Д         | 13,233  | 14,433 | Н/Д     | Н/Д   |
| Загалом                         | Командна першість  | 40.332                            | 39.498                            | 41.198                            | 42.532                            | 44.299                            | 39.633                            | 247.492                           | 8 Q                               | 41,232 | 39,999          | 40,866           | 41,499      | 42,233  | 40,562 | 246,394 | 7     |
| Петро Пахнюк Київ               | Абсолютна першість | Результати кваліфікації див. вище | Результати кваліфікації див. вище | Результати кваліфікації див. вище | Результати кваліфікації див. вище | Результати кваліфікації див. вище | Результати кваліфікації див. вище | Результати кваліфікації див. вище | Результати кваліфікації див. вище | 13.900 | 13.633          | 13.200           | 14.233      | 13.266  | 13.033 | 81.265  | 19    |
| Петро Пахнюк Київ               | Паралельні бруси   | Результати кваліфікації див. вище | Результати кваліфікації див. вище | Результати кваліфікації див. вище | Результати кваліфікації див. вище | Результати кваліфікації див. вище | Результати кваліфікації див. вище | Результати кваліфікації див. вище | Результати кваліфікації див. вище | Н/Д    | Н/Д             | Н/Д              | Н/Д         | 14.533  | Н/Д    | 14.533  | 7     |
| Ілля Ковтун Черкаська область   | Абсолютна першість | Результати кваліфікації див. вище | Результати кваліфікації див. вище | Результати кваліфікації див. вище | Результати кваліфікації див. вище | Результати кваліфікації див. вище | Результати кваліфікації див. вище | Результати кваліфікації див. вище | Результати кваліфікації див. вище | 14.133 | 14.266          | 13.133           | 13.833      | 14.666  | 13.766 | 83.793  | 11    |

| Спортсменка          | Змагання           | Кваліфікація      | Кваліфікація    | Кваліфікація | Кваліфікація | Кваліфікація  | Кваліфікація | Фінал             | Фінал            | Фінал            | Фінал            | Фінал            | Фінал            |
| Вільні вправи        | Колода             | Різновисокі бруси | Опорний стрибок | Загалом      | Місце        | Вільні вправи | Колода       | Різновисокі бруси | Опорний стрибок  | Загалом          | Місце            |                  |                  |
| -------------------- | ------------------ | ----------------- | --------------- | ------------ | ------------ | ------------- | ------------ | ----------------- | ---------------- | ---------------- | ---------------- | ---------------- | ---------------- |
| Діана Варінська Київ | Абсолютна першість | 12.733 (43)       | 12.566 (49)     | 11.633 (72)  | 12.633       | 49.565        | 62           | Завершила виступ  | Завершила виступ | Завершила виступ | Завершила виступ | Завершила виступ | Завершила виступ |

### Художня гімнастика

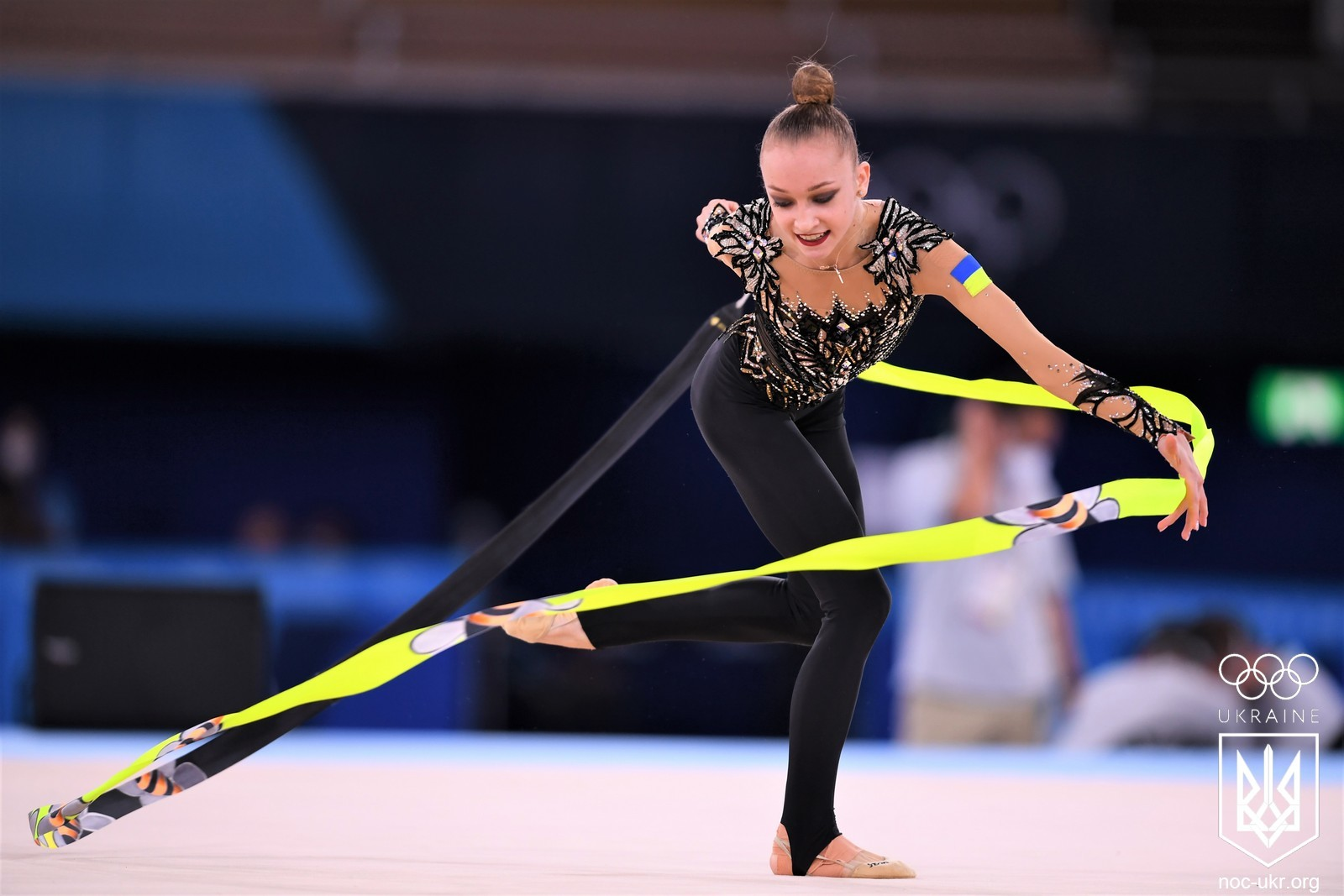
Христина Погранична виконує вправу зі сітрічкою у кваліфікації особистого багатоборства (6 серпня)

Спортсменів — 7
Індивідуальні змагання
| Спортсменка                           | Півфінал | Півфінал | Півфінал | Півфінал | Півфінал | Півфінал | Фінал  | Фінал  | Фінал   | Фінал  | Сума очок | Місце |
| М'яч                                  | Обруч    | Булави   | Стрічка  | Сума     | Місце    | М'яч     | Обруч  | Булави | Стрічка |        | Сума очок | Місце |
| ------------------------------------- | -------- | -------- | -------- | -------- | -------- | -------- | ------ | ------ | ------- | ------ | --------- | ----- |
| Вікторія Онопрієнко Київ              | 24,300   | 23,800   | 26,100   | 21,250   | 95,450   | 9Q       | 23.550 | 24.000 | 26.100  | 19.700 | 93.350    | 10    |
| Христина Погранична Львівська область | 23,800   | 24,600   | 25,700   | 19,000   | 93,100   | 10Q      | 24.100 | 24.500 | 24.900  | 21.600 | 95.100    | 9     |

### Групові вправи

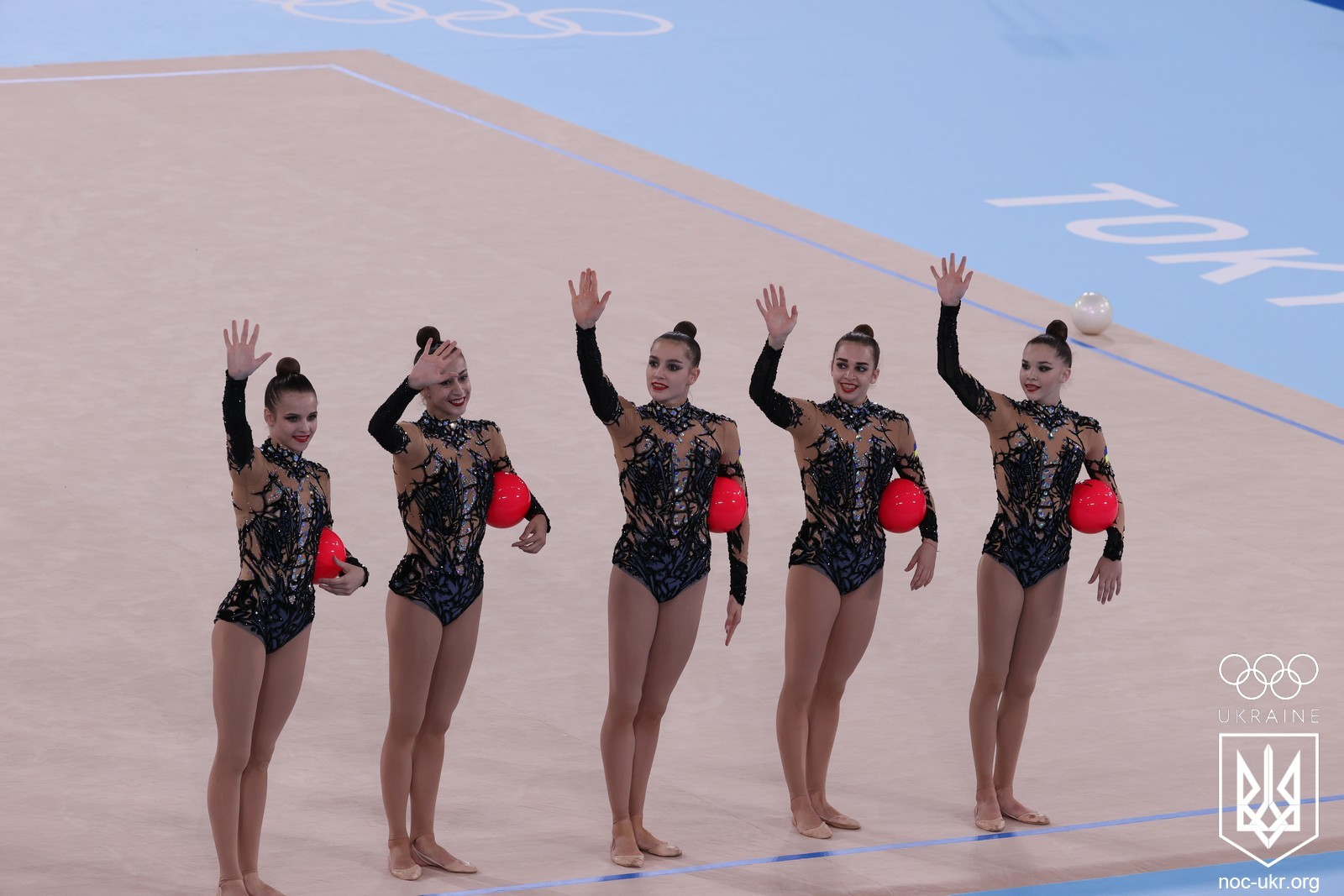
Збірна України у фіналі групових вправ (8 серпня)

| Склад                                                                                             | Півфінал | Півфінал | Півфінал | Півфінал | Півфінал | Півфінал | Фінал  | Фінал | Фінал  | Фінал | Сума очок | Місце |
| 5                                                                                                 | 5        | 3 + 2    | 3 + 2    | Сума     | Місце    | 5        | 5      | 3 + 2 | 3 + 2  |       | Сума очок | Місце |
| Очки                                                                                              | Місце    | Очки     | Місце    | Сума     | Місце    | Очки     | Місце  | Очки  | Місце  |       | Сума очок | Місце |
| ------------------------------------------------------------------------------------------------- | -------- | -------- | -------- | -------- | -------- | -------- | ------ | ----- | ------ | ----- | --------- | ----- |
| Анастасія Возняк КиївЄва Мелещук КиївМаріола Боднарчук КиївМарія Височанська КиївДарина Дуда Київ | 41.450   | 7        | 41.250   | 6        | 82.700   | 6 Q      | 40,350 | 8     | 37,250 | 7     | 77,600    | 7     |

### Стрибки на батуті
Спортсменів — 1
| Спортсмен                           | Дисципліна   | Кваліфікація | Кваліфікація | Кваліфікація | Кваліфікація | Кваліфікація | Кваліфікація | Фінал           | Фінал           |
| Перша вправа                        | Перша вправа | Друга вправа | Друга вправа | Всього       | Всього       |              |              |                 |                 |
| Рахунок                             | Місце        | Рахунок      | Місце        | Рахунок      | Місце        | Рахунок      | Місце        |                 |                 |
| ----------------------------------- | ------------ | ------------ | ------------ | ------------ | ------------ | ------------ | ------------ | --------------- | --------------- |
| Микола Просторов Херсонська область | Чоловіки     | 51.385       | 10           | 41.185       | 12           | 92.570       | 12           | Завершив виступ | Завершив виступ |

## Єдиноборства

### Бокс
Спортсменів — 5

#### Чоловіки
| Спортсмен                           | Вагова категорія | Раунд 1/16                        | Раунд 1/8                        | Чвертьфінал                     | Півфінал                          | Фінал                            | Фінал |
| Спортсмен                           | Вагова категорія | Суперник Результат                | Суперник Результат               | Суперник Результат              | Суперник Результат                | Суперник Результат               | Місце |
| ----------------------------------- | ---------------- | --------------------------------- | -------------------------------- | ------------------------------- | --------------------------------- | -------------------------------- | ----- |
| Микола Буценко Харківська область   | до 57 кг         | Деан Кейседо (ECU) Поразка 2-3    | Завершив виступ                  | Завершив виступ                 | Завершив виступ                   | Завершив виступ                  |       |
| Ярослав Харциз Харківська область   | до 63 кг         | Джавід Челебієв (AZE) Поразка 0-5 | Завершив виступ                  | Завершив виступ                 | Завершив виступ                   | Завершив виступ                  |       |
| Олександр Хижняк Полтавська область | до 75 кг         | Н/Д                               | Юїто Морівакі (JPN) Перемога 5-0 | Еурі Седеньо (DOM) Перемога 4-1 | Еумір Марсіаль (PHI) Перемога 3-2 | Еберт Консейсау (BRA) Поразка KO | 2     |
| Цотне Рогава Одеська область        | понад 91 кг      | Н/Д                               | Фрейзер Кларк (GBR) Поразка 1-4  | Завершив виступ                 | Завершив виступ                   | Завершив виступ                  |       |

#### Жінки
| Спортсменка                   | Вагова категорія | Раунд 1/16         | Раунд 1/8                            | Чвертьфінал                         | Півфінал           | Фінал              | Фінал |
| Спортсменка                   | Вагова категорія | Суперник Результат | Суперник Результат                   | Суперник Результат                  | Суперник Результат | Суперник Результат | Місце |
| ----------------------------- | ---------------- | ------------------ | ------------------------------------ | ----------------------------------- | ------------------ | ------------------ | ----- |
| Анна Лисенко Київська область | до 69 кг         | Н/Д                | Умайма Бель Ахбіб (MAR) Перемога 5-0 | Бусеназ Сюрменелі (TUR) Поразка 0-5 | Завершила виступ   | Завершила виступ   |       |

### Боротьба
Спортсменів — 10

#### Вільна боротьба

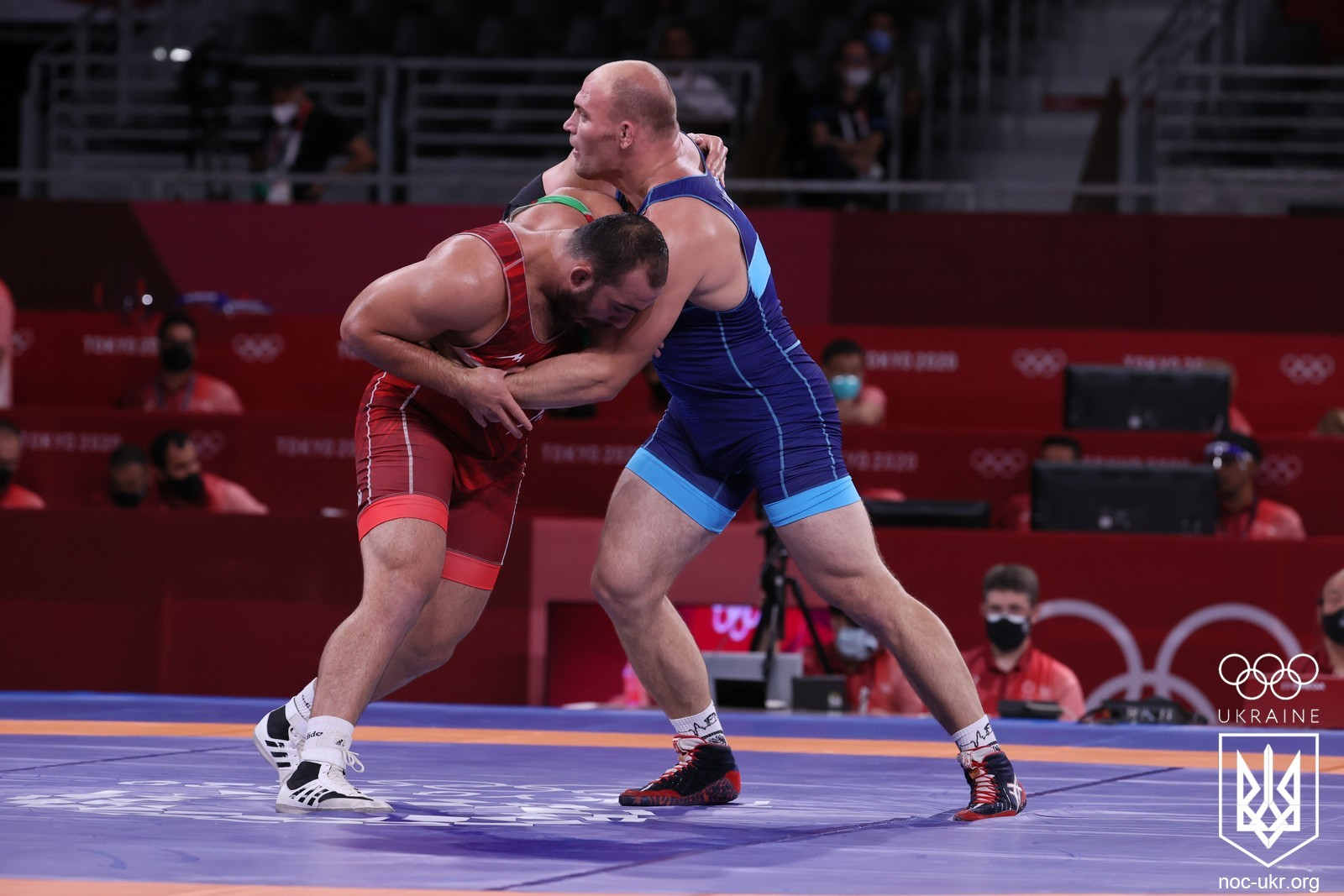
Олександр Хоцянівський (праворуч) проти Аміра Хоссейна Заре у ваговій категорії до 125 кг (5 серпня)

| Спортсмен                               | Категорія          | 1/8 фіналу                          | Чвертьфінал        | Півфінал        | Фінал           | Фінал |
| Суперник Результат                      | Суперник Результат | Суперник Результат                  | Суперник Результат | Місце           |                 |       |
| --------------------------------------- | ------------------ | ----------------------------------- | ------------------ | --------------- | --------------- | ----- |
| Василь Михайлов Одеська область         | до 74 кг           | Тіран Байрамов (AZE) Поразка 2-4    | Завершив виступ    | Завершив виступ | Завершив виступ |       |
| Олександр Хоцянівський Донецька область | до 125 кг          | Амір Хоссейн Заре (IRI) Поразка 0-7 | Завершив виступ    | Завершив виступ | Завершив виступ |       |

#### Жіноча боротьба

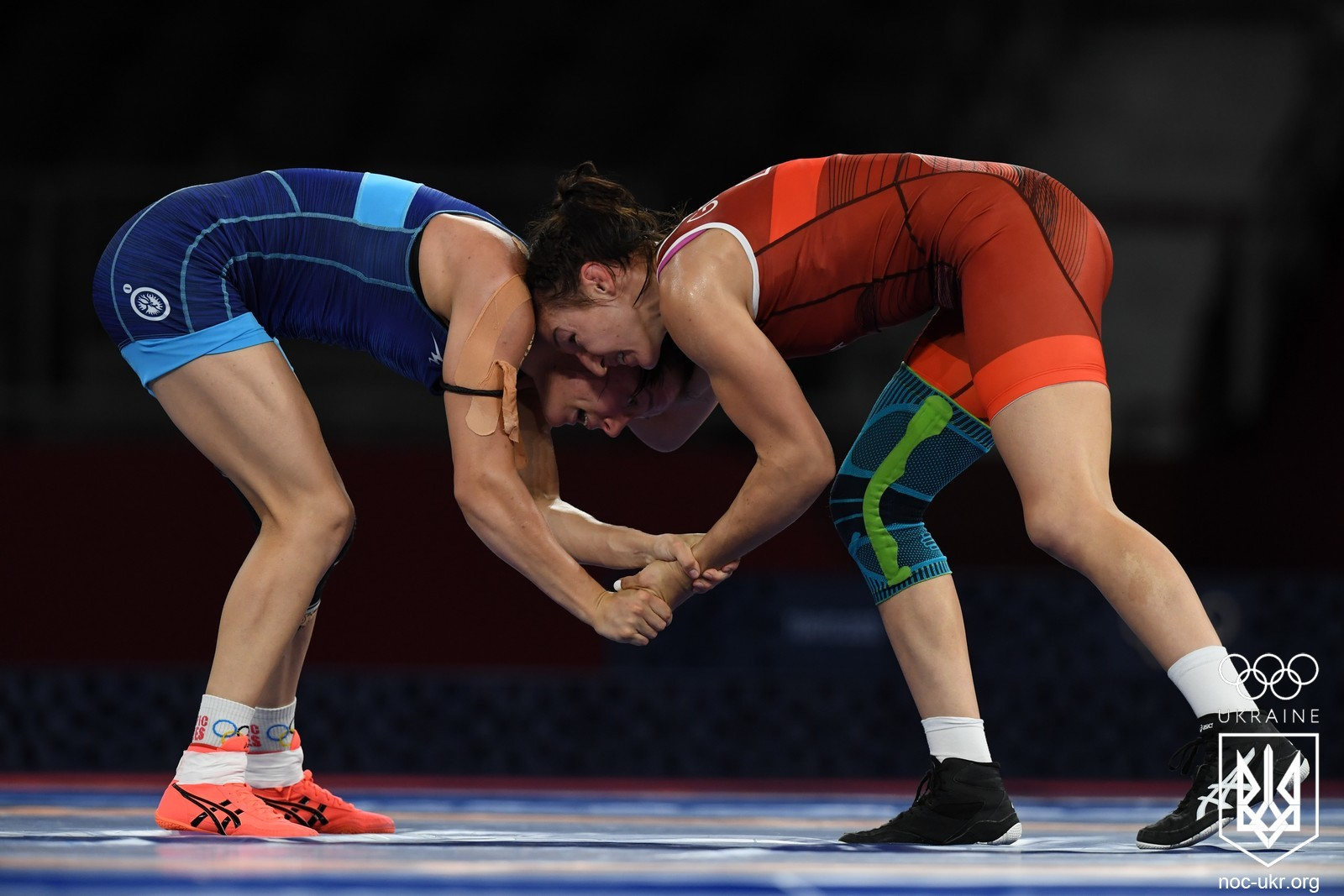
Ірина Коляденко (ліворуч) проти Анастасії Григор'євої (праворуч) у поєдинку за бронзову медаль (4 серпня)

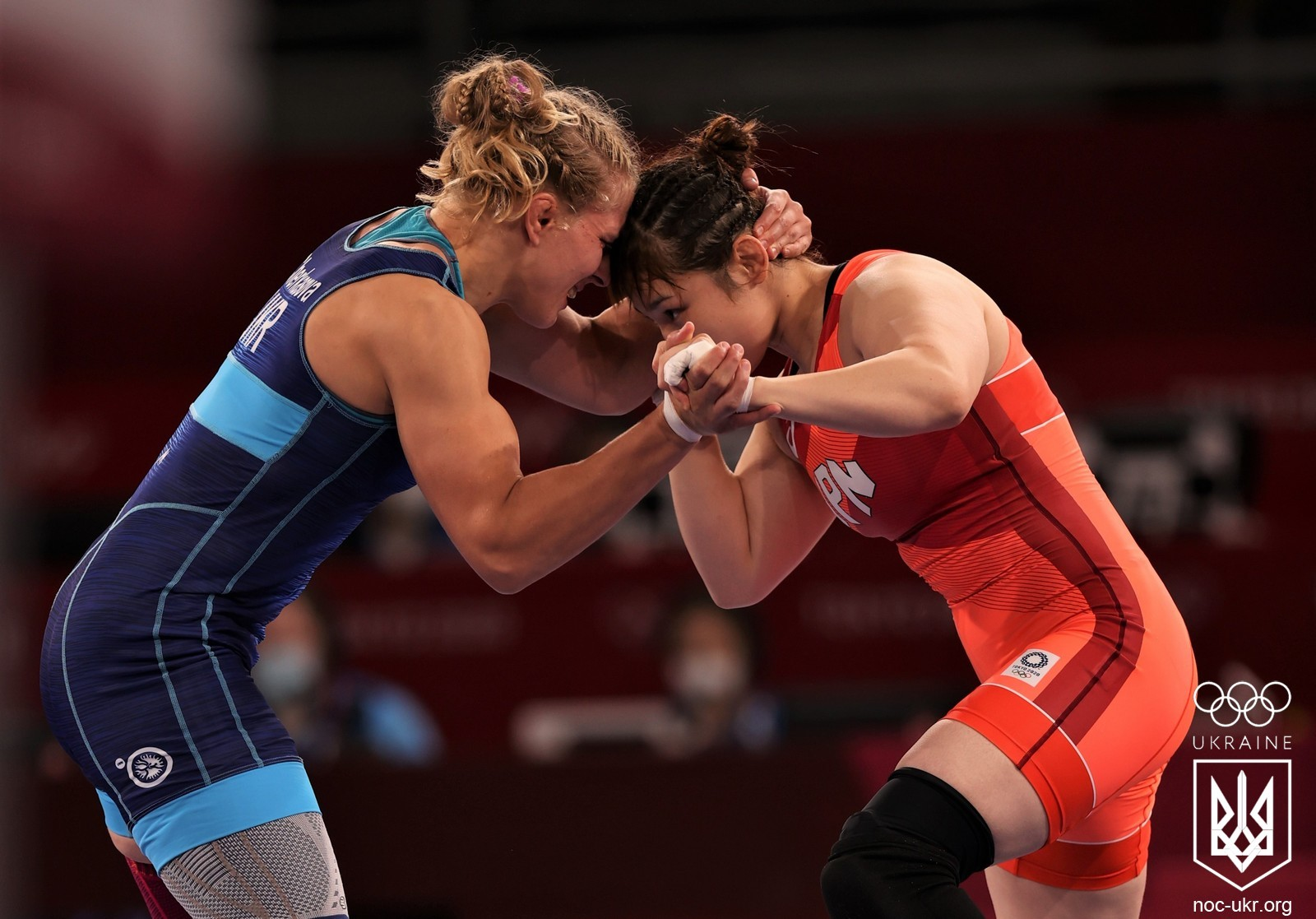
Алла Черкасова (ліворуч) проти Сари Досьо (праворуч) у поєдинку за бронзову медаль (3 серпня)

| Спортсменка                       | Категорія          | 1/8 фіналу                        | Чвертьфінал                      | Втішний поєдинок                    | Півфінал                              | Фінал                                   | Фінал |
| Суперник Результат                | Суперник Результат | Суперник Результат                | Суперник Результат               | Суперник Результат                  | Місце                                 |                                         |       |
| --------------------------------- | ------------------ | --------------------------------- | -------------------------------- | ----------------------------------- | ------------------------------------- | --------------------------------------- | ----- |
| Оксана Лівач Львівська область    | до 50 кг           | Аджіят Ідріс (NGR) Перемога 10-0  | Сунь Янань (CHN) Поразка 3-7     | Юснейліс Гузман (CUB) Перемога 6F-0 | Н/Д                                   | Сара Гільдебрандт (USA) Поразка 1-12    | 5     |
| Тетяна Кіт Львівська область      | до 57 кг           | Сівар Бусетта (TUN) Перемога 2F-0 | Гелен Мароуліс (USA) Поразка 0-8 | Завершила виступ                    | Завершила виступ                      | Завершила виступ                        | 8     |
| Ірина Коляденко Київська область  | до 62 кг           | Амінат Аденії (NGR) Перемога 2F-4 | Лонг Джіа (CHN) Перемога 4F-0    | Н/Д                                 | Айсулуу Тинибекова (KGZ) Поразка 0-10 | Григор'єва Анастасія (LAT) Перемога 3-1 | 3     |
| Алла Черкасова Львівська область  | до 68 кг           | Агнєшка Вєщек (POL) Перемога 11-0 | Анна Шель (GER) Перемога 6F-0    | Н/Д                                 | Таміра Менса (USA) Поразка 4-10       | Сара Досьо (JPN) Перемога 2F-0          | 3     |
| Алла Белінська Херсонська область | до 76 кг           | Чжоу Цянь (CHN) Поразка 3-4       | Завершила виступ                 | Завершила виступ                    | Завершила виступ                      | Завершила виступ                        | 12    |

#### Греко-римська боротьба

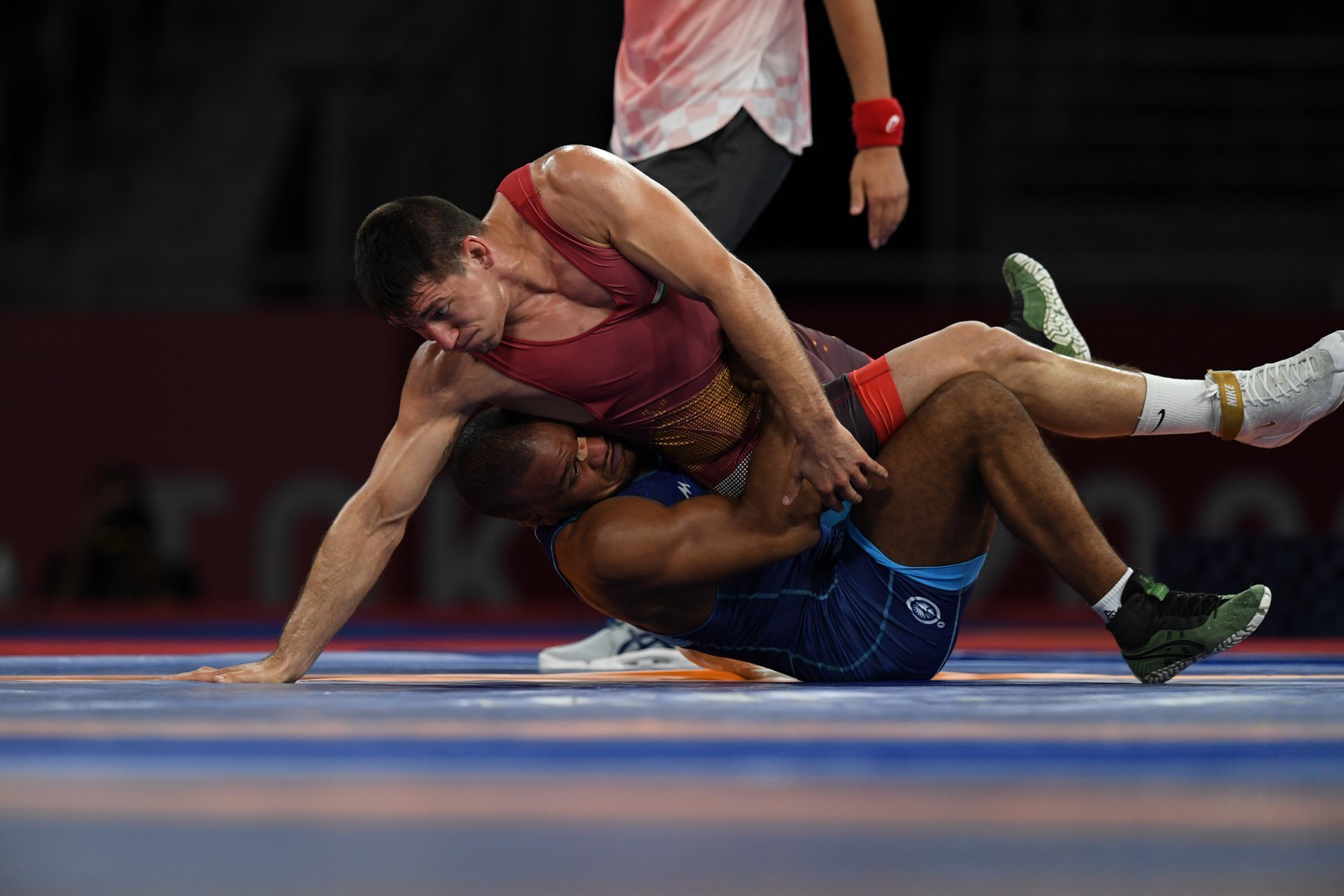
Жан Беленюк проводить накат у фіналі проти Віктора Лерінца (4 серпня)

| Спортсмен                         | Категорія          | 1/8 фіналу                             | Чвертьфінал                        | Півфінал                                    | Фінал                                  | Фінал |
| Суперник Результат                | Суперник Результат | Суперник Результат                     | Суперник Результат                 | Місце                                       |                                        |       |
| --------------------------------- | ------------------ | -------------------------------------- | ---------------------------------- | ------------------------------------------- | -------------------------------------- | ----- |
| Ленур Теміров Полтавська область  | до 60 кг           | Ельмурат Тасмурадов (UZB) Перемога 5-0 | Армен Мелікян (ARM) Перемога 8-4   | Кен'їтіро Фуміта (JPN) Поразка 1-5          | Валіхан Саїліке (CHN) Поразка 1-1      | 5     |
| Парвіз Насібов Запорізька область | до 67 кг           | Фредрік Б'яррегус (DEN) Перемога 5-1   | Артем Сурков (ROC) Перемога 1-1    | Мохамед Ібрагім Ель-Саед (EGY) Перемога 7-6 | Мохаммед Реза Гераеї (IRI) Поразка 1-9 | 2     |
| Жан Беленюк Полтавська область    | до 87 кг           | Зураб Датунашвілі (SRB) Перемога 3-1   | Бахір Сід Азара (ALG) Перемога 1-1 | Іван Гуклек (CRO) Перемога 7-1              | Віктор Лерінц (HUN) Перемога 5-1       | 1     |

### Дзюдо
Спортсменів — 7

#### Чоловіки
| Спортсмен             | Дисципліна         | Раунд 1/32                                   | Раунд 1/16                                | Чвертьфінал                           | Півфінал           | Втішний поєдинок                       | Фінал                               | Фінал |
| Суперник Результат    | Суперник Результат | Суперник Результат                           | Суперник Результат                        | Суперник Результат                    | Суперник Результат | Місце                                  |                                     |       |
| --------------------- | ------------------ | -------------------------------------------- | ----------------------------------------- | ------------------------------------- | ------------------ | -------------------------------------- | ----------------------------------- | ----- |
| Артем Лесюк Київ      | до 60 кг           | Хосе Рамос (GUA) Перемога 10-0               | Шарафуддін Лутфіллаєв (UZB) Перемога 01-0 | Лука Мкхейдзе (FRA) Поразка 00-10     | Н/Д                | Торніке Чакадоеа (NED) Поразка 00-10   | Н/Д                                 | 7     |
| Георгій Зантарая Київ | до 66 кг           | Альберто Гайтеро Мартін (ESP) Перемога 10-00 | Адріан Гомбоч (SLO) Поразка 00-01         | Завершив виступ                       | Завершив виступ    | Завершив виступ                        | Завершив виступ                     | 9     |
| Кеджау Ньябалі Київ   | до 90 кг           | Роберт Флорентіно (DOM) Перемога 01-00       | Давлат Бобонов (UZB) Поразка 00-10        | Завершив виступ                       | Завершив виступ    | Завершив виступ                        | Завершив виступ                     | 9     |
| Яків Хаммо Київ       | понад 100 кг       | Н/Д                                          | Вледуц Сімьонеску (ROU) Перемога 01-00    | Хісайосі Харасава (JPN) Поразка 00-10 | Н/Д                | Бекмурод Олтібоєв (UZB) Перемога 01-00 | Тамерлан Башаєв (ROC) Поразка 00-10 | 5     |

#### Жінки
| Спортсменка                           | Дисципліна         | Раунд 1/32                        | Раунд 1/16                          | Чвертьфінал                         | Півфінал                        | Втішний поєдинок | Фінал                            | Фінал |
| Суперник Результат                    | Суперник Результат | Суперник Результат                | Суперник Результат                  | Суперник Результат                  | Суперник Результат              | Місце            |                                  |       |
| ------------------------------------- | ------------------ | --------------------------------- | ----------------------------------- | ----------------------------------- | ------------------------------- | ---------------- | -------------------------------- | ----- |
| Дар'я Білодід Київ                    | до 48 кг           | Н/Д                               | Міліца Ніколич (SRB) Перемога 01-00 | Катаріна Коста (POR) Перемога 10-00 | Фуна Тонакі (JPN) Поразка 00-10 | Н/Д              | Шіра Рішоні (ISR) Перемога 10-00 | 3     |
| Анастасія Турчин Волинська область    | до 78 кг           | Ванесса Чала (ECU) Перемога 10-00 | Гюше Стенхейс (NED) Поразка 00-01   | Завершила виступ                    | Завершила виступ                | Завершила виступ | Завершила виступ                 |       |
| Єлизавета Каланіна Полтавська область | понад 78 кг        | Соня Асселах (ALG) Перемога 10-00 | Кайра Саїт (TUR) Поразка 00-10      | Завершила виступ                    | Завершила виступ                | Завершила виступ | Завершила виступ                 |       |

### Карате
Спортсменів — 3

#### Чоловіки
| Спортсмен                          | Категорія          | Попередній раунд                | Попередній раунд             | Попередній раунд                 | Попередній раунд                    | Попередній раунд   | Півфінал                      | Фінал | Фінал |
| Суперник Результат                 | Суперник Результат | Суперник Результат              | Суперник Результат           | Місце                            | Суперник Результат                  | Суперник Результат | Місце                         |       |       |
| ---------------------------------- | ------------------ | ------------------------------- | ---------------------------- | -------------------------------- | ----------------------------------- | ------------------ | ----------------------------- | ----- | ----- |
| Станіслав Горуна Львівська область | до 75 кг           | Кен Нісімура (JPN) Перемога 2-1 | Том Скотт (USA) Перемога 2-1 | Габор Харшпатакі (HUN) Нічия 0-0 | Абдалла Абделазіз (EGY) Поразка 1-4 | 2 Q                | Луїджі Буза (ITA) Поразка 0-3 | Н/Д   | 3     |

#### Жінки
| Спортсменка                      | Категорія          | Попередній раунд                     | Попередній раунд                  | Попередній раунд               | Попередній раунд                  | Попередній раунд   | Півфінал                      | Фінал                           | Фінал            |                  |
| Суперник Результат               | Суперник Результат | Суперник Результат                   | Суперник Результат                | Місце                          | Суперник Результат                | Суперник Результат | Місце                         |                                 |                  |                  |
| -------------------------------- | ------------------ | ------------------------------------ | --------------------------------- | ------------------------------ | --------------------------------- | ------------------ | ----------------------------- | ------------------------------- | ---------------- | ---------------- |
| Анжеліка Терлюга Одеська область | до 55 кг           | Радва Саєд (EGY) Перемога 1-0        | Молдір Жангбирбай (KAZ) Нічия 4-4 | Беттіна Планк (AUT) Нічия 0-0  | Міхо Маяхара (JPN) Перемога 4-0   | 1 Q                | Вен Тзу Юн (TPE) Перемога 4-4 | Івет Горанова (BUL) Поразка 1-5 | 2                |                  |
| Аніта Серьогіна Одеська область  | до 61 кг           | Александра Гранде (PER) Перемога 6-1 | Бтіссам Садіні (MAR) Нічия 0-0    | Джіана Фарук (EGY) Поразка 1-2 | Йована Прекович (SRB) Поразка 4-6 | 3                  | Завершила виступ              | Завершила виступ                | Завершила виступ | Завершила виступ |

### Фехтування
Спортсменів — 6

#### Чоловіки
| Спортсмен | Дисципліна          | Раунд 1/32                            | Раунд 1/16                        | Чвертьфінал                           | Півфінал                         | Фінал                                  | Місце |
| Спортсмен | Дисципліна          | Суперник Рахунок                      | Суперник Рахунок                  | Суперник Рахунок                      | Суперник Рахунок                 | Суперник Рахунок                       | Місце |
| --- | ------------------- | ------------------------------------- | --------------------------------- | ------------------------------------- | -------------------------------- | -------------------------------------- | ----- |
| Ігор Рейзлін Київ | індивідуальна шпага | Беньямін Штеффен (SUI) Перемога 15-11 | Макс Хайнцер (SUI) Перемога 15-12 | Мохамед Ель-Саєд (EGY) Перемога 15-13 | Ромен Каннон (FRA) Поразка 10-15 | Андреа Сантареллі (ITA) Перемога 15-12 | 3     |
| Богдан Нікішин Дніпропетровська область                                                                                        | індивідуальна шпага | Лань Мінхао (CHN) Поразка 11-12       | Завершив виступ                   | Завершив виступ                       | Завершив виступ                  | Завершив виступ                        | 19    |
| Роман Свічкар Харківська область                                                                                               | індивідуальна шпага | Макс Хайнцер (SUI) Поразка 11-15      | Завершив виступ                   | Завершив виступ                       | Завершив виступ                  | Завершив виступ                        | 22    |
| Ігор Рейзлін Київ Богдан Нікішин Дніпропетровська область Роман Свічкар Харківська область Анатолій Герей Закарпатська область | командна шпага      | Н/Д                                   | Н/Д                               | Китай (CHN) Поразка 35-45             | Італія (ITA) Перемога 45-39      | Франція (FRA) Поразка 39-45            | 6     |

#### Жінки
| Спортсмен            | Дисципліна          | Раунд 1/32                             | Раунд 1/16       | Чвертьфінал      | Півфінал         | Фінал            | Місце |
| Спортсмен            | Дисципліна          | Суперник Рахунок                       | Суперник Рахунок | Суперник Рахунок | Суперник Рахунок | Суперник Рахунок | Місце |
| -------------------- | ------------------- | -------------------------------------- | ---------------- | ---------------- | ---------------- | ---------------- | ----- |
| Олена Кривицька Київ | індивідуальна шпага | Рената Кнапік-Мязда (POL) Поразка 8-15 | Завершила виступ | Завершила виступ | Завершила виступ | Завершила виступ | 21    |
| Ольга Харлан Київ    | індивідуальна шабля | Хенгун Янг (CHN) Поразка 12-15         | Завершила виступ | Завершила виступ | Завершила виступ | Завершила виступ | 17    |

## Пересувні види спорту

### Велосипедний спорт
Спортсменів — 5

#### Шосе
| Спортсмен                          | Дисципліна    | Час     | Місце |
| ---------------------------------- | ------------- | ------- | ----- |
| Анатолій Будяк Донецька область    | Групова гонка | 6:16:53 | 56    |
| Валерія Кононенко Донецька область | Групова гонка | DNF     | DNF   |

### Трек

#### Спринт
| Спортсменка                       | Дисципліна | Кваліфікація | Перший раунд                      | Втішний раунд | Другий раунд                        | Втішний заїзд    | Третій раунд                          | Втішний заїзд    | Чвертьфінал                                                                   | Півфінал                                                   | Фінал                                                               |
| Спортсменка                       | Дисципліна | Час/Місце    | Суперник/Час                      | Суперник/Час  | Суперник/Час                        | Суперник/Час     | Суперник/Час                          | Суперник/Час     | Суперник/Час                                                                  | Суперник/Час                                               | Суперник/Час                                                        |
| --------------------------------- | ---------- | ------------ | --------------------------------- | ------------- | ----------------------------------- | ---------------- | ------------------------------------- | ---------------- | ----------------------------------------------------------------------------- | ---------------------------------------------------------- | ------------------------------------------------------------------- |
| Любов Басова Київ                 | Спринт     | 10.981 23 Q  | Келсі Мітчел (CAN) Поразка 11.640 | 11.515 3      | Завершила виступ                    | Завершила виступ | Завершила виступ                      | Завершила виступ | Завершила виступ                                                              | Завершила виступ                                           | Завершила виступ                                                    |
| Олена Старікова Львівська область | Спринт     | 10.461 6 Q   | Юлі Вердуго (MEX) Перемога 10.870 | Н/Д           | Еллесс Ендрюс (NZL) Перемога 10.900 | Н/Д              | Шенн Браспенінкс (NED) Поразка 10.934 | 11.074 1 Q       | Леа Фрадріх (GER) Перемога Заїзд 1 — 10.977 Заїзд 2 — 10.905 Заїзд 3 — 10.874 | Лі Хвейші (HKG) Перемога Заїзд 1 — 11.086 Заїзд 2 — 10.890 | Келсі Мітчелл (CAN) · Поразка · Заїзд 1 — 10.967 · Заїзд 2 — 11.059 |

#### Кейрін

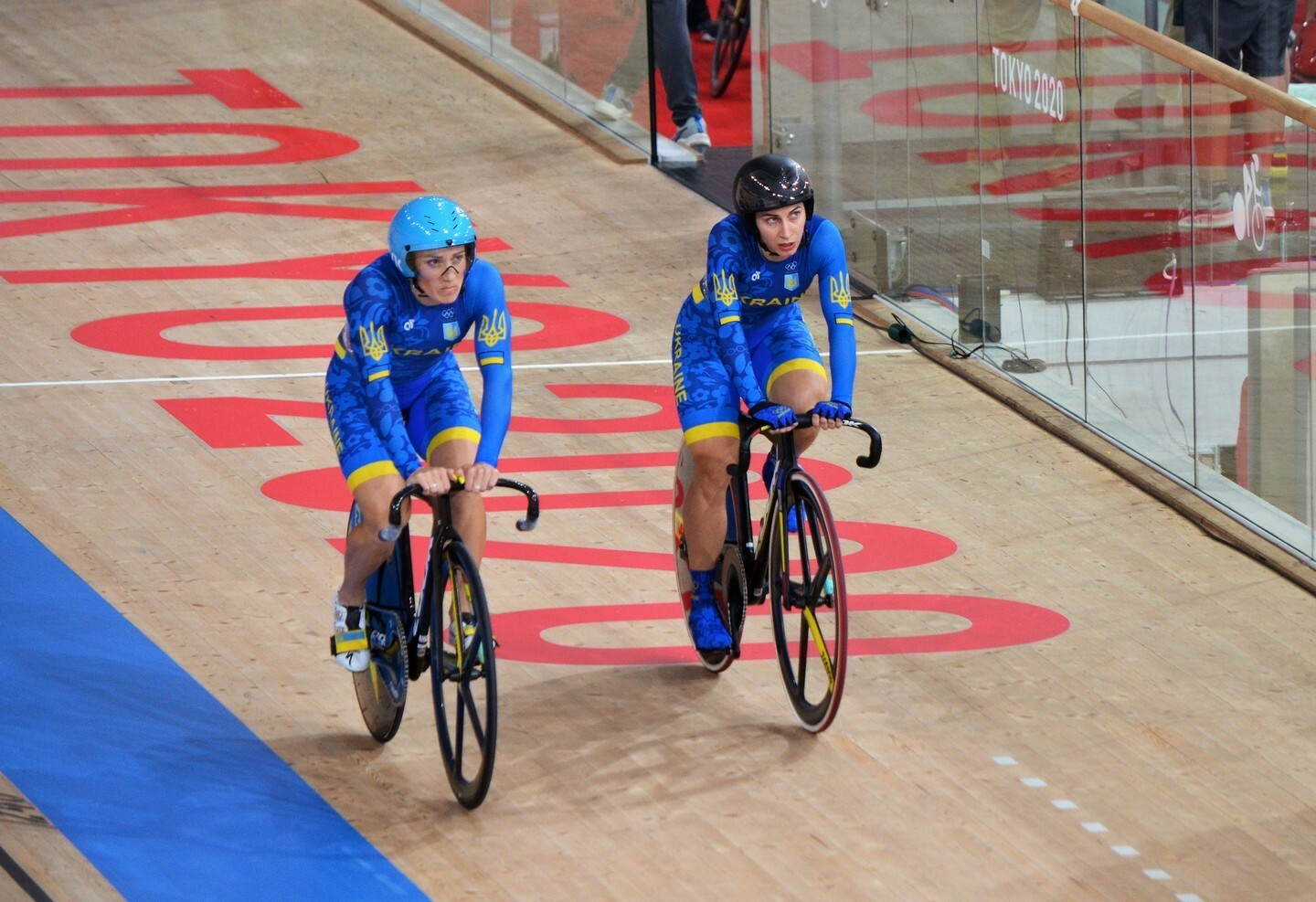
Любов Басова (ліворуч) та Олена Старікова (праворуч) у фіналі кейріну (5 серпня)

| Спортсменка                       | Дисципліна | Перший раунд | Втішний заїзд | Чвертьфінал | Півфінал | Фінал |
| Спортсменка                       | Дисципліна | Місце        | Місце         | Місце       | Місце    | Місце |
| --------------------------------- | ---------- | ------------ | ------------- | ----------- | -------- | ----- |
| Любов Басова Київ                 | Кейрін     | 6            | 2 Q           | 4 Q         | 3 Q      | 6     |
| Олена Старікова Львівська область | Кейрін     | 1 Q          | Н/Д           | 2 Q         | 1 Q      | 4     |

#### Командний спринт
| Спортсменка                                         | Дисципліна       | Кваліфікація | Кваліфікація | Перший раунд                 | Перший раунд | Фінал                                     | Фінал |
| Спортсменка                                         | Дисципліна       | Час          | Місце        | Суперник Час                 | Місце        | Суперник Час                              | Місце |
| --------------------------------------------------- | ---------------- | ------------ | ------------ | ---------------------------- | ------------ | ----------------------------------------- | ----- |
| Олена Старікова Львівська область Любов Басова Київ | командний спринт | 33.542       | 8            | Німеччина · Поразка · 33.285 | 8            | За 7-8 місце · Польща · 'Поразка · 33.691 | 8     |

### Маунтенбайк
| Спортсменка                     | Дисципліна  | Час     | Місце |
| ------------------------------- | ----------- | ------- | ----- |
| Яна Беломоіна Волинська область | Маунтенбайк | 1:19:40 | 8     |

### Кінний спорт

#### Виїздка
| Спортсменка                       | Дисципліна            | Кінь    | Grand Prix | Grand Prix | Grand Prix Freestyle | Grand Prix Freestyle |
| Оцінка                            | Місце                 | Оцінка  | Місце      |            |                      |                      |
| --------------------------------- | --------------------- | ------- | ---------- | ---------- | -------------------- | -------------------- |
| Інна Логутенкова Донецька область | Індивідуальна виїздка | Fleraro | 66.118     | 47         | Завершила виступ     | Завершила виступ     |

#### Конкур
| Спортсмен                         | Дисципліна            | Кінь         | Кваліфікація | Кваліфікація | Кваліфікація | Кваліфікація | Кваліфікація | Фінал           | Фінал           | Фінал           | Фінал           | Фінал           |
| Штраф                             | Штраф                 | Штраф        | Час          | Місце        | Штраф        | Штраф        | Штраф        | Час             | Місце           |                 |                 |                 |
| Стрибки                           | Час                   | Загалом      | Час          | Місце        | Стрибки      | Час          | Загалом      | Час             | Місце           |                 |                 |                 |
| --------------------------------- | --------------------- | ------------ | ------------ | ------------ | ------------ | ------------ | ------------ | --------------- | --------------- | --------------- | --------------- | --------------- |
| Олександр Продан Київська область | Індивідуальний конкур | Casanova F Z | 12.00        | 1.00         | 13.00        | 92.17        | 57           | Завершив виступ | Завершив виступ | Завершив виступ | Завершив виступ | Завершив виступ |

## Стрілецькі види спорту

### Стрільба

#### Кульова стрільба
Спортсменів — 5

##### Чоловіки
| Спортсмен                           | Дисципліна                       | Кваліфікація | Кваліфікація | Фінал           | Фінал           |
| Очки                                | Місце                            | Очки         | Місце        |                 |                 |
| ----------------------------------- | -------------------------------- | ------------ | ------------ | --------------- | --------------- |
| Павло Коростильов Львівська область | пневматичний пістолет, 10 м      | 581-15х      | 4 Q          | 198.9           | 4               |
| Павло Коростильов Львівська область | швидкісний пістолет, 25 м        | 580-17х      | 9            | Завершив виступ | Завершив виступ |
| Олег Омельчук Рівненська область    | пневматичний пістолет, 10 м      | 575-14х      | 19           | Завершив виступ | Завершив виступ |
| Олег Царьков Вінницька область      | пневматична гвинтівка, 10 м      | 621.0        | 40           | Завершив виступ | Завершив виступ |
| Олег Царьков Вінницька область      | гвинтівка з трьох положень, 50 м | 1166-51х     | 22           | Завершив виступ | Завершив виступ |
| Сергій Куліш Черкаська область      | пневматична гвинтівка, 10 м      | 623.5        | 29           | Завершив виступ | Завершив виступ |
| Сергій Куліш Черкаська область      | гвинтівка з трьох положень, 50 м | 1178-60х     | 6 Q          | 402.2           | 8               |

##### Жінки
| Спортсменка                         | Дисципліна                  | Кваліфікація | Кваліфікація     | Фінал            | Фінал |
| Очки                                | Місце                       | Очки         | Місце            |                  |       |
| ----------------------------------- | --------------------------- | ------------ | ---------------- | ---------------- | ----- |
| Олена Костевич Чернігівська область | пневматичний пістолет, 10 м | 577          | 7 Q              | 197.6            | 4     |
| пістолет, 25 м                      | 579                         | 23           | Завершила виступ | Завершила виступ |       |

##### Змішана команда
| Спортсменка                                                          | Дисципліна                  | Кваліфікація 1 | Кваліфікація 1 | Кваліфікація 2 | Кваліфікація 2 | Фінал / BM                                             | Фінал / BM |
| Очки                                                                 | Місце                       | Очки           | Місце          | Суперник       | Місце          |                                                        |            |
| -------------------------------------------------------------------- | --------------------------- | -------------- | -------------- | -------------- | -------------- | ------------------------------------------------------ | ---------- |
| Олена Костевич Чернігівська область Олег Омельчук Рівненська область | пневматичний пістолет, 10 м | 580 — 20x      | 4 Q            | 386 -13x       | 3 Q            | Зорана Арунович (SRB) Дамір Мікец (SRB) Перемога 16-12 | 3          |

#### Стендова стрільба
Спортсменів — 1

##### Жінки
| Спортсменка                     | Дисципліна | Кваліфікація | Кваліфікація | Фінал            | Фінал            |
| Очки                            | Місце      | Очки         | Місце        |                  |                  |
| ------------------------------- | ---------- | ------------ | ------------ | ---------------- | ---------------- |
| Ірина Маловічко Одеська область | Скит       | 119          | 8            | Завершила виступ | Завершила виступ |

### Стрільба з лука
Спортсменів — 4

#### Чоловіки
| Спортсмен                      | Дисципліна             | Попередній раунд   | Попередній раунд   | Раунд 1/32                     | Раунд 1/16         | Раунд 1/8          | Чверть- фінали     | Півфінали       | Фінал           | Фінал |
| Результат                      | Місце                  | Суперник Результат | Суперник Результат | Суперник Результат             | Суперник Результат | Суперник Результат | Суперник Результат | Місце           |                 |       |
| ------------------------------ | ---------------------- | ------------------ | ------------------ | ------------------------------ | ------------------ | ------------------ | ------------------ | --------------- | --------------- | ----- |
| Олексій Гунбін Сумська область | Індивідуальна першість | 656                | 28                 | Тарундил Раї (IND) Поразка 4-6 | Завершив виступ    | Завершив виступ    | Завершив виступ    | Завершив виступ | Завершив виступ |       |

#### Жінки
| Спортсменка | Дисципліна             | Попередній раунд   | Попередній раунд   | Раунд 1/32                                  | Раунд 1/16                    | Раунд 1/8                                    | Чверть- фінали     | Півфінали        | Фінал            | Фінал |
| Результат | Місце                  | Суперник Результат | Суперник Результат | Суперник Результат                          | Суперник Результат            | Суперник Результат                           | Суперник Результат | Місце            |                  |       |
| --- | ---------------------- | ------------------ | ------------------ | ------------------------------------------- | ----------------------------- | -------------------------------------------- | ------------------ | ---------------- | ---------------- | ----- |
| Вероніка Марченко Львівська область                                                                            | Індивідуальна першість | 635                | 35                 | Ле Цзяньїн (TPE) Перемога 6-4               | Кан Чже Йон (KOR) Поразка 1-7 | Завершила виступ                             | Завершила виступ   | Завершила виступ | Завершила виступ |       |
| Анастасія Павлова Херсонська область                                                                           | Індивідуальна першість | 631                | 41                 | Дженіфер Муніко-Фернандес (USA) Поразка 4-6 | Завершила виступ              | Завершила виступ                             | Завершила виступ   | Завершила виступ | Завершила виступ |       |
| Лідія Січеннікова Чернівецька область                                                                          | Індивідуальна першість | 623                | 54                 | Мішелль Кроппен (GER) Поразка 0-6           | Завершила виступ              | Завершила виступ                             | Завершила виступ   | Завершила виступ | Завершила виступ |       |
| Вероніка Марченко Львівська область Анастасія Павлова Херсонська область Лідія Січеннікова Чернівецька область | Командна першість      | 1889               | 11                 | Н/Д                                         | Н/Д                           | Олімпійський комітет Росії (ROC) Поразка 2-6 | Завершили виступ   | Завершили виступ | Завершили виступ |       |

#### Змішана команда
| Спортсменка                                                        | Дисципліна        | Попередній раунд   | Попередній раунд   | Раунд 1/32         | Раунд 1/16         | Раунд 1/8          | Чверть- фінали     | Півфінали        | Фінал            | Фінал |
| Результат                                                          | Місце             | Суперник Результат | Суперник Результат | Суперник Результат | Суперник Результат | Суперник Результат | Суперник Результат | Місце            |                  |       |
| ------------------------------------------------------------------ | ----------------- | ------------------ | ------------------ | ------------------ | ------------------ | ------------------ | ------------------ | ---------------- | ---------------- | ----- |
| Олексій Гунбін Сумська область Вероніка Марченко Львівська область | Командна першість | 1291               | 18                 | Н/Д                | Н/Д                | Завершили виступ   | Завершили виступ   | Завершили виступ | Завершили виступ | 18    |

## Комбіновані види спорту

### Сучасне п'ятиборство
Спортсменів — 1
| Спортсмен            | Дисципліна | Фехтування (шпага, один дотик) | Фехтування (шпага, один дотик) | Плавання (200 м вільним стилем) | Плавання (200 м вільним стилем) | Верхова їзда (конкур) | Верхова їзда (конкур) | Комбіновано: стрільба/біг (10 м, пневматичний пістолет)/(3200 м) | Комбіновано: стрільба/біг (10 м, пневматичний пістолет)/(3200 м) | Всього очок | Фінальне місце |
| Спортсмен            | Дисципліна | Результат                      | Очки                           | Час                             | Очки                            | Час (штрафні очки)    | Очки                  | Час                                                              | Очки                                                             | Всього очок | Фінальне місце |
| -------------------- | ---------- | ------------------------------ | ------------------------------ | ------------------------------- | ------------------------------- | --------------------- | --------------------- | ---------------------------------------------------------------- | ---------------------------------------------------------------- | ----------- | -------------- |
| Павло Тимощенко Київ | Чоловіки   | 22+1                           | 233                            | 2:06.84                         | 297                             | 80.23                 | 293                   | 11:36.58                                                         | 604                                                              | 1427        | 15             |

### Триатлон
| Спортсменка                          | Дисципліна | Плавання, 1,5 км | Перехід 1 | Велосипед, 40 км | Перехід 2 | Біг, 10 км | Загальний час | Місце                                                |
| ------------------------------------ | ---------- | ---------------- | --------- | ---------------- | --------- | ---------- | ------------- | ---------------------------------------------------- |
| Юлія Єлістратова Житомирська область | Жінки      |                  |           |                  |           |            |               | Не стартувала через відсторонення напередодні старту |

За день до змагань спортсменку усунуто від змагань Всесвітньою агенцією з тестування (ITA)

## Ігрові види спорту

### Бадмінтон
Спортсменів — 2
| Спортсмени                             | Змагання         | Груповий етап                                | Груповий етап                                    | Раунд 1/8        | Чвертьфінал      | Півфінал         | Фінал            | Фінал            |
| Спортсмени                             | Змагання         | 1 матч                                       | 2 матч                                           | Раунд 1/8        | Чвертьфінал      | Півфінал         | Фінал            | Фінал            |
| Спортсмени                             | Змагання         | Суперник Рахунок                             | Суперник Рахунок                                 | Суперник Рахунок | Суперник Рахунок | Суперник Рахунок | Суперник Рахунок | Місце            |
| -------------------------------------- | ---------------- | -------------------------------------------- | ------------------------------------------------ | ---------------- | ---------------- | ---------------- | ---------------- | ---------------- |
| Артем Почтарьов Київ                   | Одиночний розряд | Джі Зій Лі (MAS) Поразка 0-2 (5-21; 11-21)   | Бріс Левердес (FRA) Поразка 0-2 (10-21; 8-21)    | Завершив виступ  | Завершив виступ  | Завершив виступ  | Завершив виступ  | Завершив виступ  |
| Марія Улітіна Дніпропетровська область | Одиночний розряд | Бейвенг Жанг (USA) Поразка 0-2 (12-21; 7-21) | Фабіана Сільва (BRA) Перемога 2-0 (21-14; 22-20) | Завершила виступ | Завершила виступ | Завершила виступ | Завершила виступ | Завершила виступ |

### Теніс

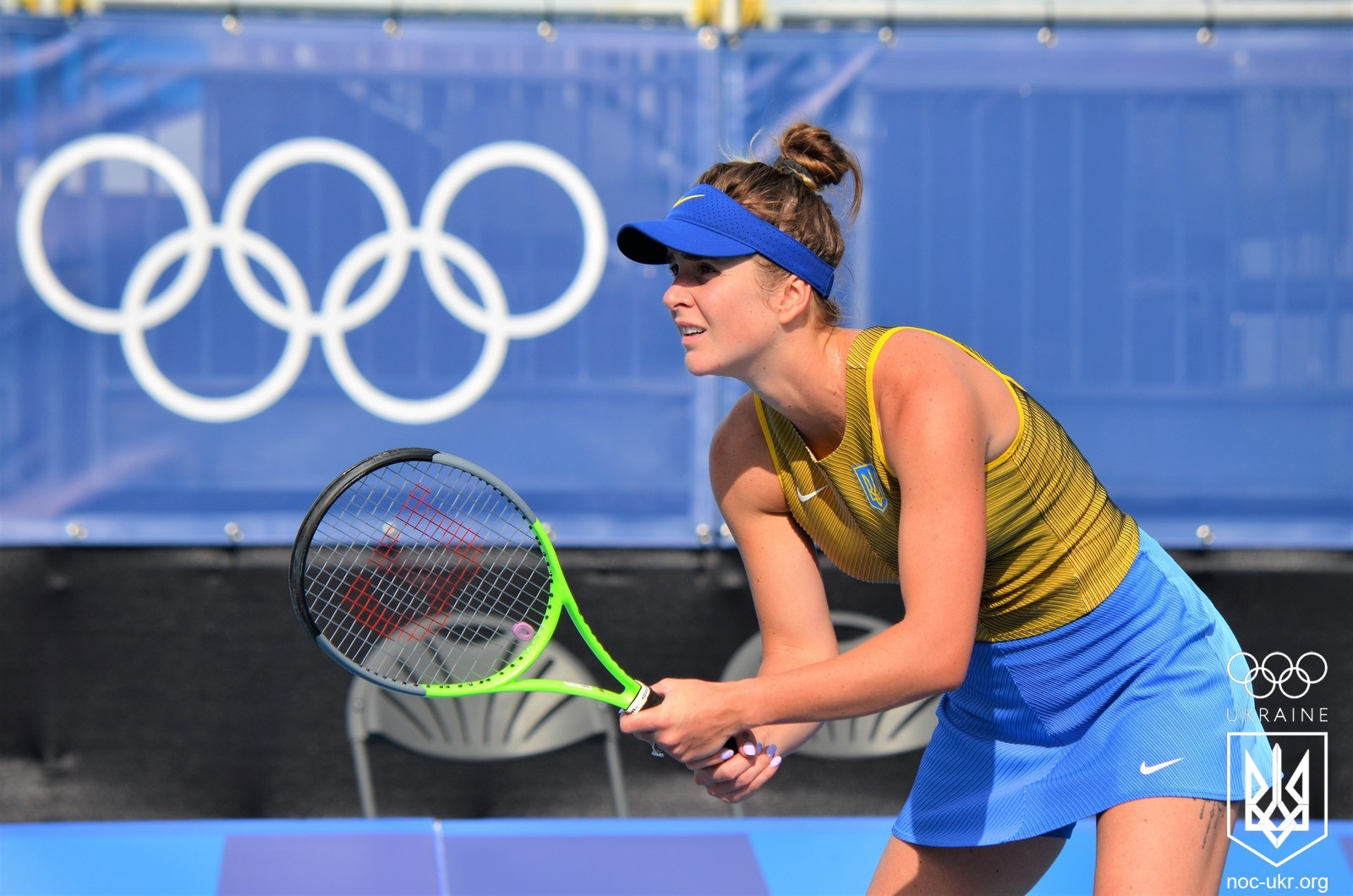
Еліна Світоліна у поєдинку проти Айли Том'янович (26 липня)

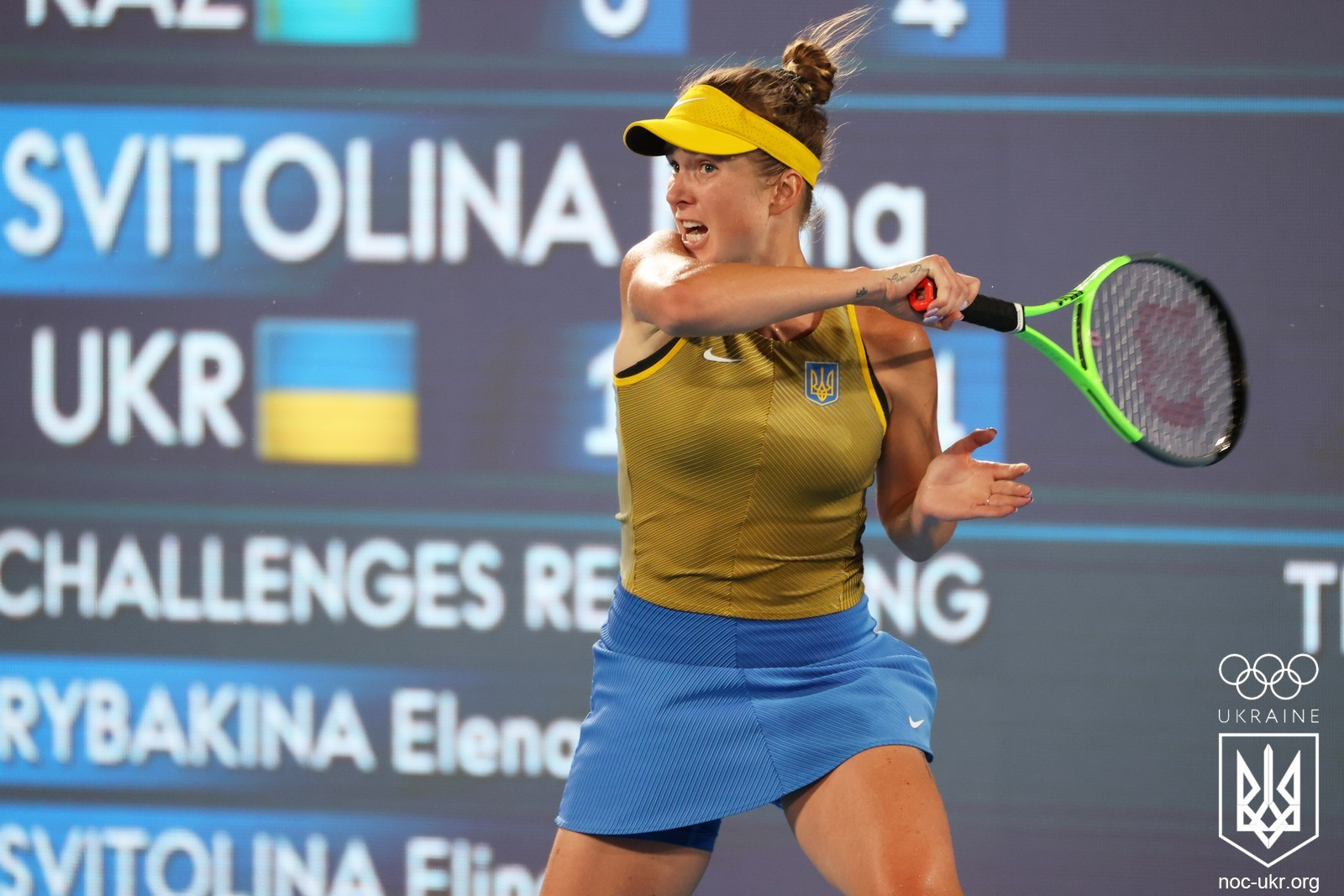
Еліна Світоліна у бронзовому поєдинку проти Олени Рибакіної (1 серпня)

Спортсменів — 4
| Спортсменка                                                                    | Змагання          | 1/32                                                   | 1/16                                                                 | 1/8                                                                | Чвертьфінал                                                           | Півфінал                                         | Фінал / Матч за 3-е місце                            | Місце |
| Суперниця Рахунок                                                              | Суперниця Рахунок | Суперниця Рахунок                                      | Суперниця Рахунок                                                    | Суперниця Рахунок                                                  | Суперниця Рахунок                                                     |                                                  |                                                      | Місце |
| ------------------------------------------------------------------------------ | ----------------- | ------------------------------------------------------ | -------------------------------------------------------------------- | ------------------------------------------------------------------ | --------------------------------------------------------------------- | ------------------------------------------------ | ---------------------------------------------------- | ----- |
| Еліна Світоліна Одеська область                                                | Одиночний розряд  | Лаура Зігемунд (GER) Перемога 2-1 (6-3, 5-7, 6-4)      | Айла Том'янович (AUS) Перемога 2-1 (4-6, 6-3, 6-4)                   | Марія Саккарі (GRE) Перемога 2-1 (5-7, 6-3, 6-4)                   | Каміла Джорджі (ITA) Перемога 2-0 (6-4, 6-4)                          | Маркета Вондроушова (CZE) Поразка 0-2 (3-6, 1-6) | Рибакіна Олена (KAZ) Перемога 2-1 (1-6, 7-67-5, 6-4) | 3     |
| Даяна Ястремська Одеська область                                               | Одиночний розряд  | Лейла Анні Фернандес (CAN) Поразка 1-2 (3-6, 6-3, 0-6) | Завершила виступ                                                     | Завершила виступ                                                   | Завершила виступ                                                      | Завершила виступ                                 | Завершила виступ                                     |       |
| Людмила Кіченок Дніпропетровська областьНадія Кіченок Дніпропетровська область | Парний розряд     | Н/Д                                                    | Саня Мірза (IND) Анкіта Райна (IND) Перемога 2-1 (0-6, 7-67-0, 10-8) | Сара Еррані (ITA) Ясміне Паоліні (ITA) Перемога 2-0 (7-6 7-4, 6-2) | Вероніка Кудерметова (ROC) Олена Весніна (ROC) Поразка 0-2 (2-6, 1-6) | Завершили виступ                                 | Завершили виступ                                     | 5     |
| Еліна Світоліна Одеська областьДаяна Ястремська Одеська область                | Парний розряд     | Н/Д                                                    | Алізе Корне (FRA) Фіона Ферро (FRA) Поразка 0-2 (2-6, 4-6)           | Завершили виступ                                                   | Завершили виступ                                                      | Завершили виступ                                 | Завершили виступ                                     |       |

### Настільний теніс
Спортсменів — 3

#### Чоловіки
| Спортсмен                | Дисципліна       | Попередній раунд                                      | Раунд 1                                                                  | Раунд 2            | Раунд 3            | Раунд 4            | Чвертьфінали       | Півфінали          | Фінал              | Фінал |
| Спортсмен                | Дисципліна       | Суперник Результат                                    | Суперник Результат                                                       | Суперник Результат | Суперник Результат | Суперник Результат | Суперник Результат | Суперник Результат | Суперник Результат | Місце |
| ------------------------ | ---------------- | ----------------------------------------------------- | ------------------------------------------------------------------------ | ------------------ | ------------------ | ------------------ | ------------------ | ------------------ | ------------------ | ----- |
| Лей Коу Донецька область | одиночний розряд | Адам Хмам (TUN) Перемога 4-0 (11-6, 11-3, 11-7, 11-6) | Омар Ассам (EGY) Поразка 3-4 (13-15; 6-11; 4-11; 11-6; 11-8; 11-9; 4-11) | Завершив виступ    | Завершив виступ    | Завершив виступ    | Завершив виступ    | Завершив виступ    | Завершив виступ    |       |

#### Жінки
| Спортсменка                       | Дисципліна       | Попередній раунд   | Раунд 1                                                       | Раунд 2                                                                    | Раунд 3            | Раунд 4            | Чвертьфінал        | Півфінал           | Фінал              | Фінал |
| Спортсменка                       | Дисципліна       | Суперник Результат | Суперник Результат                                            | Суперник Результат                                                         | Суперник Результат | Суперник Результат | Суперник Результат | Суперник Результат | Суперник Результат | Місце |
| --------------------------------- | ---------------- | ------------------ | ------------------------------------------------------------- | -------------------------------------------------------------------------- | ------------------ | ------------------ | ------------------ | ------------------ | ------------------ | ----- |
| Маргарита Песоцька Київ           | одиночний розряд | Н/Д                | Н/Д                                                           | Моніка Батра (IND) Поразка 3-4 (11-4, 11-4, 7-11, 10-12, 11-8, 5-11, 7-11) | Завершила виступ   | Завершила виступ   | Завершила виступ   | Завершила виступ   | Завершила виступ   |       |
| Ганна Гапонова Харківська область | одиночний розряд | Н/Д                | Лю Цзя (AUT) Поразка 2-4 (4-11, 11-6, 11-6, 4-11, 3-11, 5-11) | Завершила виступ                                                           | Завершила виступ   | Завершила виступ   | Завершила виступ   | Завершила виступ   | Завершила виступ   |       |